# Art sassanide
L’art sassanide regroupe la production artistique qui a lieu en Perse durant la dynastie éponyme, c’est-à-dire entre le IIIe et le VIIe siècle de l'ère chrétienne. Elle se distingue par une production artistique très développée, permise par la richesse de l'empire sassanide et sa position entre l'Empire romain à l'ouest et la Chine à l'est, au carrefour des échanges matériels et culturels entre de nombreuses civilisations. Avec les échanges qui avaient lieu entre le monde occidental, le monde asiatique et l'Iran, les Sassanides ont évidemment eu une importante influence sur les civilisations qui leur étaient contemporaines. La dynastie tente de s’affranchir de l’art hellénistique, par réaction avec la dynastie précédente des Arsacides. Le plus grand héritage Sassanide se trouve dans l’art islamique car la conquête arabe a complètement intégré l’empire.

## Conditions d'étude
L'art sassanide est sujet d'études depuis la seconde moitié du XXe siècle environ. Les connaissances portent plutôt sur le début et la fin de la période, plus prospères que les IVe et Ve siècles troublés. Dans cette nouvelle discipline, les datations sont encore souvent hypothétiques et contestables. Le domaine d’étude dans lequel s'inscrit l'art sassanide est lui-même mal défini. S'agit-il de l'archéologie orientale, étant donné qu'il se développe avant l'arrivée de l'Islam ? S'agit-il déjà d'un art de l’Islam, puisqu'il s'en rapproche beaucoup plus que des réalisations perses antérieures ?

## Influences antérieures
Les influences de l'art sassanide se trouvent dans les périodes artistiques précédentes. L'architecture sassanide reprend ainsi un certain nombre d'éléments de l'architecture achéménide (constructions à colonnes de bois recouvertes de stuc), parthe (iwan, mortier). Certains motifs décoratifs sont d'inspiration gréco-romaine (feuilles d'acanthe par exemple).
Les contacts prolongés entre l'Empire romain et l'empire sassanide ont influencé l'art sassanide. Cette influence romaine est particulièrement visible après la victoire de Shapur sur Valérien en 260. Cette influence se voit particulièrement dans les mosaïques de Bishapour, qui ont peut-être été réalisées par des artistes déportés depuis les territoires romains.

## Architecture et urbanisme

### Urbanisme

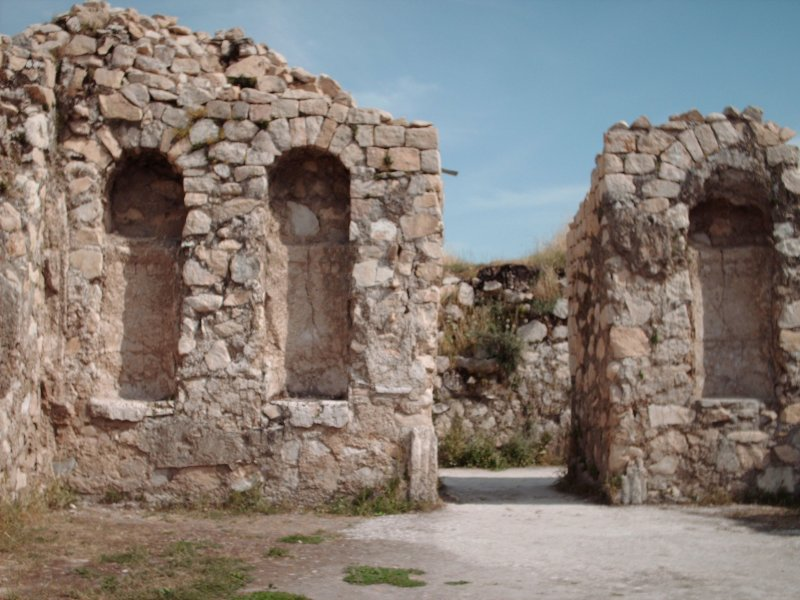
Palais de Shapur Ier à Bishapur.

Sous les Sassanides, un grand nombre de villes sont fondées, refondées ou rebaptisées. Elles sont connues notamment par la numismatique, les sources écrites (le plus souvent médiévales) et quelques fouilles (prospections de surface de champs de ruines, découvertes archéologiques isolées).
- Ardashir-i Kurrah (actuelle Firuzabad)

Fondée par Ardachîr Ier ou Shapur Ier, cette cité s'organise sur un plan circulaire de 2 km de diamètre. Deux grands axes orthogonaux et huit plus petits la divisent en vingt secteurs. Les spécialistes pensent que le plan a été établi en fonction de concepts centralisateurs et cosmologiques, mais ne sont pas d'accord sur la nouveauté de ce plan. D'aucuns considèrent qu'il s'agit d'une récupération d'une tradition parthe, tandis que d'autres estiment qu'il résulte d'une invention proprement sassanide. Le palais ne se trouve pas dans la ville.
- Veh-Ardashir, ou Ctésiphon al-Madarin (à ne pas confondre avec la Ctésiphon parthe)

Créée par Ardashir, cette ville est entourée par un mur circulaire. Son plan n'est pas concentrique radial, comme à Firuzabad, mais plutôt orthogonal, en damier. Les habitations s'organisent avec de petites chambres, voire un iwan pour les plus importantes.
- Bay Shapur (Bishapur).

Fondée par Shapur Ier, par des Romains déportés d’Antioche, cette ville est aussi organisée sur un plan à angles droits, en damier rectiligne, comme c'est le cas dans le monde gréco-romain et comme pour la plupart des villes postérieures (Djund-i Shapur, Ivan-i Karkkah). Des quartiers sont réservés pour les bâtiments officiels (constructions cérémonielles, administratives, culturelles), et un grand palais se trouve à l’est. La ville a un rôle défensif, sa protection étant assurée par une forteresse et une rivière. Bay Shapur est le lieu d’une intense activité intellectuelle et scientifique.
- Suse (Eran Kurreh Shapur) existait déjà avant la dynastie, mais elle est rebaptisée à cette période[3].

### Architecture

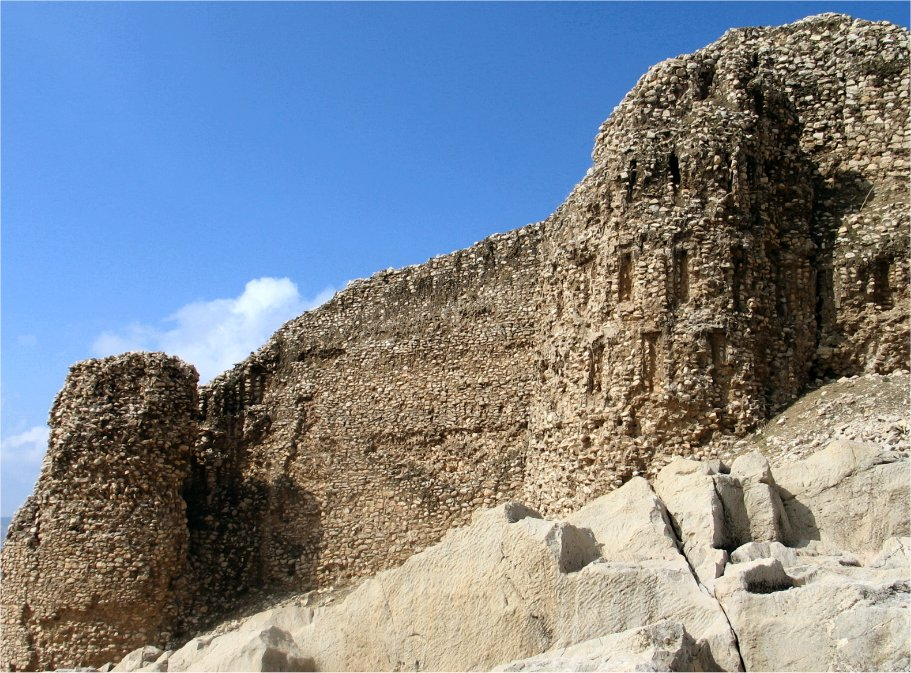
Fort de la Vierge à Bishapour.

D’une manière générale, on constate une réutilisation de formes utilisées par les Achéménides : les Sassanides sont originaires de régions où, à l’époque, des ruines achéménides étaient encore visibles. Les Sassanides introduisent quelques nouveautés dans l'architecture, notamment des voûtes monumentales et des coupoles de pierre et de briques. Ils reprennent aussi le matériau traditionnel (la brique crue) et des techniques de construction parthes.

#### Matériaux de construction
Le moellon et mortier de plâtre sont sans doute les plus utilisés à cette période. La prise rapide de mortier permet la construction des voûtes paraboliques caractéristiques des Sassanides.
Le manque de pierres oblige à utiliser la brique cuite.
Le mur en pierre de taille reste rare : on ne le voit que pendant les périodes d’apogée et dans des bâtiments construits par des prisonniers de guerre romains, comme à Bishapur, ou par des ingénieurs romains, comme pour le Takht-i Nishim, le seul palais en pierre de taille de Firuzabad. Il est d'ailleurs conçu en utilisant une mesure romaine, le pied, et non l’aune orientale. Des chapiteaux en pierre inspirés des Byzantins, mais recomposés à la mode sassanide, constituent aussi des éléments relativement fréquents.

#### Éléments architecturaux

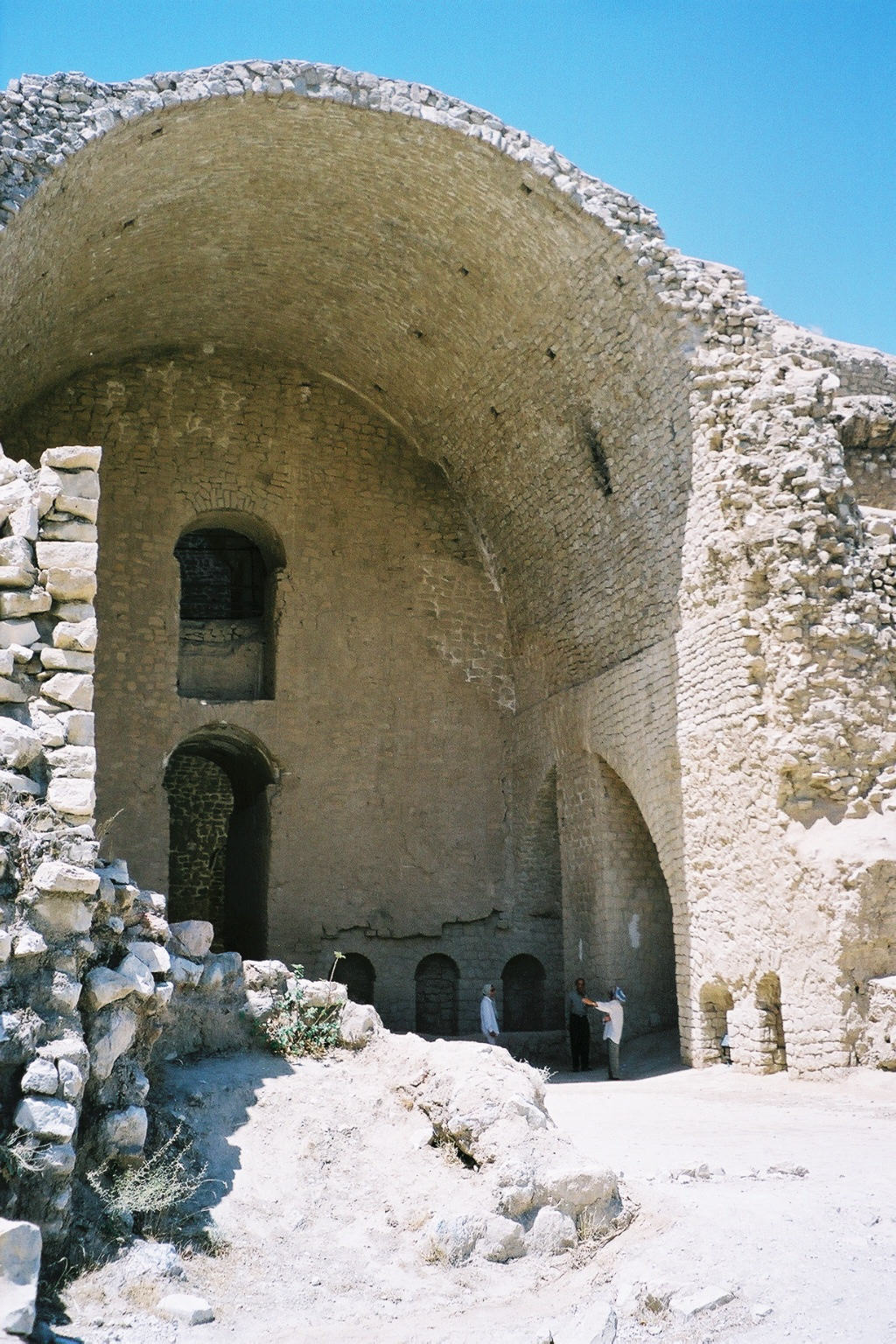
Un iwan du palais d'Ardashir I à Firuzabad

L'architecture sassanide comporte quelques éléments architecturaux remarquables.
Les voûtes paraboliques sont typiques de l’architecture sassanide. Elles sont assez peu conformes aux idéaux antiques de symétrie, et donc employées presque uniquement dans les salles utilitaires, ou dans des pièces où elles ne sont pas perceptibles.
Les iwans sont des halls voûtés ouverts sur un côté seulement par une grande arcade. Ils utilisent la même technique de voûtement que les voûtes paraboliques. Les iwans étaient déjà utilisés à l'époque parthe et ils sont devenus un élément majeur de l'architecture sassanide.
La coupole sur trompes constitue une grande avancée dans l'architecture sassanide. En effet, la coupole circulaire était déjà connue des Parthes, avec la voûte en berceau, et des Romains (rotondes), mais le passage du plan carré au plan circulaire n’est maîtrisé pour la première fois que chez les Sassanides. Ces coupoles sont souvent d’un diamètre élevé, atteignant 14 m dès le règne d’Ardashir dans son temple du feu.
Le plan cruciforme, est aussi un élément courant dans les constructions sassanides. Il existe depuis le Ier millénaire av. J.-C. en Orient, mais peut avoir été aussi apporté par les Romains ; sa provenance n'est pas encore connue.
Les constructions à colonnes jouent un rôle secondaire dans l’architecture sassanide. Les minces colonnes de bois, peut-être enrobées de stuc sont reprises des Achéménides. À partir du IVe siècle apparaissent des piliers carrés ou circulaires compacts et souvent cannelés.
Les villes sassanides sont souvent fortifiées avec des murs et des bastions circulaires en argile ou en brique, tandis que les forteresses ont plutôt des murs de pierres. Les Sassanides développent un système assez typique de murs en forme de passage : les murs corridors, qui existaient déjà en Asie centrale depuis l’âge du bronze. Ainsi, à Dastagird, sous Khosro II, on trouve des murs de 16 m d’épaisseur, avec à l'intérieur un chemin de ronde et des meurtrières très profondes (ce qui les rend quasi inutilisables). Dans les sites montagneux, les accidents de terrain sont mis à profit pour renforcer les murailles, mais dans les châteaux de plaine, remparts et fossés sont de mise comme à Khandak-i Shapur.

#### Décors
Les murs de briques sont recouverts de stuc, de peintures murales ou de bas-reliefs. La brique est aussi utilisée pour créer des éléments architecturaux ou décoratifs tels les escaliers, frises à festons, rosettes, faux arcs, linteaux avec armature de bois…

##### Le stuc

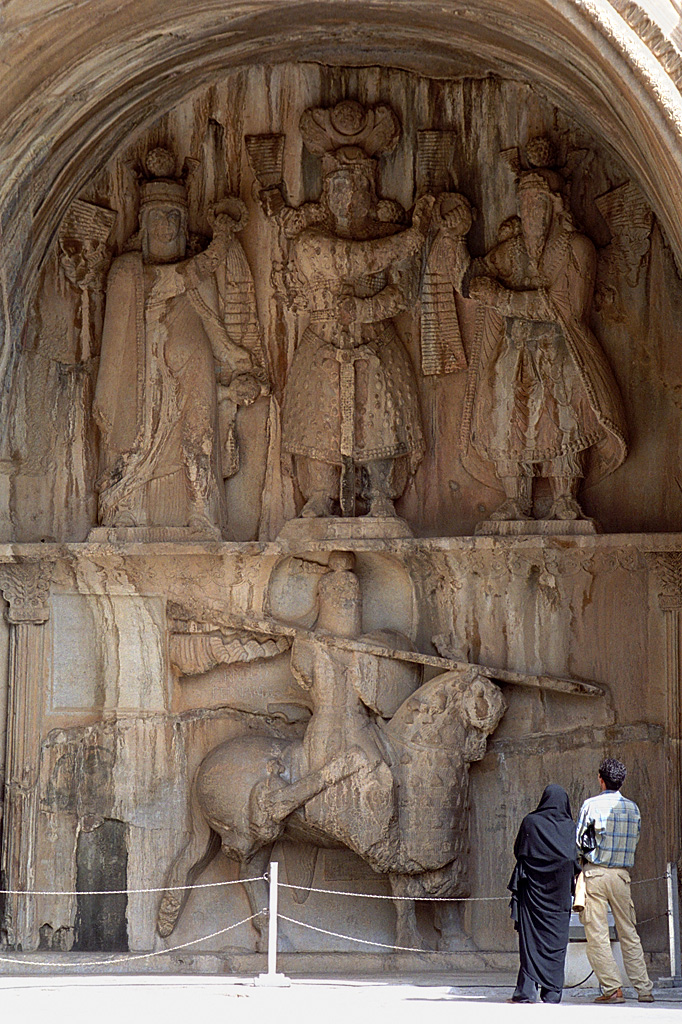
La grotte principale de Taq-e Bostan.

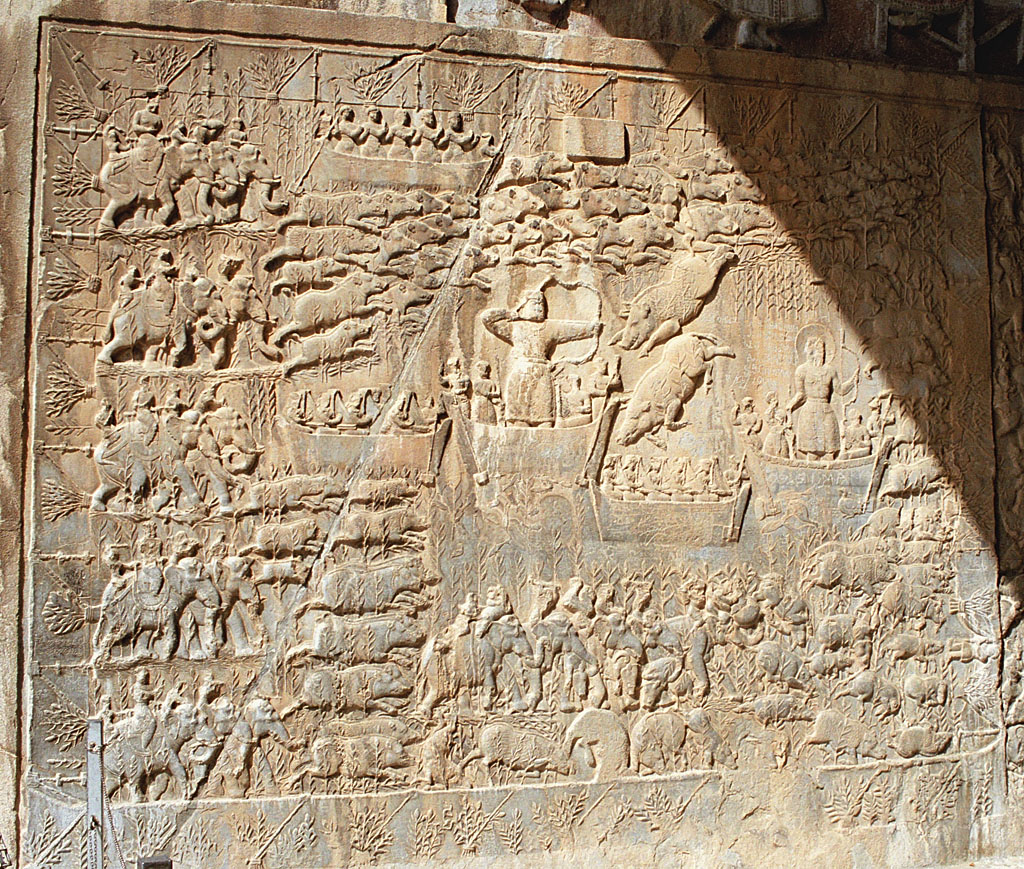
Bas relief de Taq-e Bostan représentant une chasse au sanglier.

Les décors de stuc ne sont connus que depuis le début du XXe siècle, et leur étude présente de grandes lacunes, en raison de la multiplicité des décors et des nombreuses disparitions notamment. Le plus ancien décor de stuc conservé est celui du complexe de Shapur Ier à Bishapur, qui contient des méandres, des rinceaux, des feuilles d'acanthe... Un peu plus tard apparaissent des bustes de rois, dans le palais de Kish[Lequel ?].
Les décors de stuc sont très différents selon les endroits : dans les palais, on trouvera le plus souvent de grandes compositions figurées et des bustes de rois, tandis que les maisons d'habitations seront plutôt revêtues de bustes féminins, de danseuses ou encore de petites plaques animales, comme c'est le cas dans les découvertes de Ctésiphon. De même, ces ornementations ne se trouvent pas dans toutes les parties des bâtiments, mais principalement dans les iwans, les maisons d’habitation et les halls à piliers.
La technique du stuc sassanide innove par rapport à la technique gréco-romaine : les Iraniens utilisent des moules pour l'élaboration de pièces ensuite mises côte à côte, et revêtent leur décor d'une polychromie non-naturaliste (couleur de fond bleu, motifs en rouge le plus souvent).
On peut classer les motifs en trois grandes catégories : 
- des enchevêtrements de rinceaux géométriques et floraux, s’entremêlant de manière de plus en plus complexe au fil du temps, avec une diversification des motifs.
- un répertoire figuré : bustes de rois, figures féminines (nombreuses) en pied ou en petits bustes et qui peuvent correspondre à des déesses, des reines ou des danseuses.
- des animaux, réels (oiseaux, chiens, lions, sangliers, éléphants, béliers, bouquetins, cerfs) et légendaires (griffons, senmurvs, chevaux ailés)

On note une inspiration gréco-romaine dans certains motifs décoratifs. 
 
Le langage figuré présente de nombreuses difficultés d’interprétation : s'agit-il d'une glorification de la majesté divine des rois, d'un culte des ancêtres, ou ceux-là ont-ils simplement un rôle protecteur ?.

##### La mosaïque

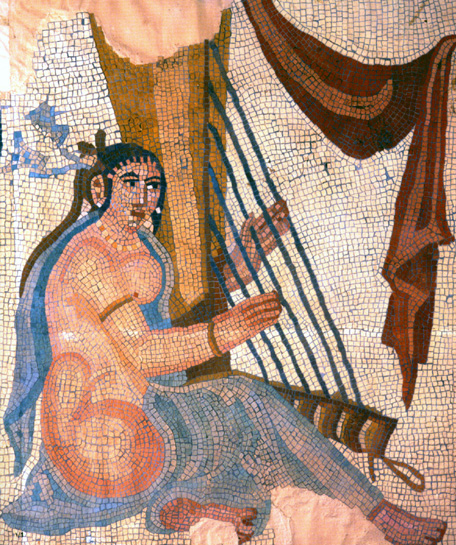
Une mosaïque de Bishapur. Conservée au Musée du Louvre.

Le plus important complexe de mosaïque se trouve dans le palais de Shapur Ier à Bishapur, sur le sol de l’iwan. Cette technique de décoration suscite de nombreuses interrogations : s'agit-il de mosaïques vraiment sassanides ou d'un travail romain ?
Plusieurs arguments militent en faveur d'une origine syrienne, qui aurait pu arriver avec la déportation d'une partie de la population d’Antioche par Shapur Ier. On recense en effet beaucoup de relations entre Antioche et Bishapur : des motifs géométriques peu variés –chevrons, lignes verticales brisées, carrés posés sur la pointe, solides en perspective, tresses –, des modèles féminins gréco-romains et des masques dionysiaques semblent venir tout droit de Syrie.
En revanche, certaines œuvres semblent plutôt avoir été réalisées par des artistes iraniens. En effet, les femmes représentées dans le type de la banqueteuse couchée, que l’on retrouve dans l’argenterie, et la technique beaucoup moins fine que celle des modèles gréco-romains font penser à des œuvres autochtones.
Il semble donc qu'aient eu lieu à la fois des échanges et des fusions entre la civilisation sassanide et la culture romaine.

### Typologie fonctionnelle des bâtiments

#### Les palais
Les palais constituent le grand nombre de ruines retrouvées à ce jour. Ils présentent certaines caractéristiques :
- un plan simple et symétrique autour d’un axe principal
- une élévation complexe, avec étages intégrés dans de hautes salles officielles
- une combinaison de l’iwan et de la salle sous coupole, mais cet élément ne se retrouve pas obligatoirement dans les palais, et existe aussi dans les temples. Parfois, une salle rectangulaire remplace la salle sous coupole[4].

Les deux plus anciens palais sont aussi les mieux conservés. Le Qaleh-ye Dokhtar, dans les montagnes, est situé sur un haut plateau rocheux menant à la plaine de Firuzabad. Il se trouve dans un lieu stratégique, déjà occupé à la fin de la domination parthe, et s'organise en trois niveaux : une avant-cour inférieure, une cour intermédiaire avec une tribune et de grandes salles latérales, et une terrasse supérieure avec le palais proprement dit, qui combine iwan et haute salle sous coupole et comprend aussi des salles plus basses sur plusieurs étages (chambres et couloirs).
Les vices de construction du Qaleh-ye Dukhtar (murs pas assez épais, ouvertures trop larges, fondations peu solides) conduisent Ardashir, après son sacre, à faire élever un second édifice palatial, l'Atashkadah, moins audacieux dans sa construction, édifié dans un contexte politique différent, le roi étant assuré de son trône voulant un palais plus digne de sa fonction. Tirant les leçons du premier essai, les constructeurs doublent l'épaisseur des murs, rehaussent la coupole et creusent des portes beaucoup moins larges. Le palais comporte à peu près le même ensemble de pièces, mais il comporte une cour intérieure avec un bassin sur laquelle ouvre un iwan, et trois salles à coupole au lieu d'une salle centrale. Une autre nouveauté consiste en une loge de présentation pour le souverain, située dans une salle sous coupole, à 5 m de hauteur.
De nombreuses autres constructions en plus mauvais état peuvent être interprétées comme des palais sassanides. C'est notamment le cas de celles de Ctésiphon (salle rectangulaire derrière l’iwan), de Takht-e Suleiman (idem) et du Qasr-e Chirin, réalisé pour Khosro II.

#### Architecture religieuse

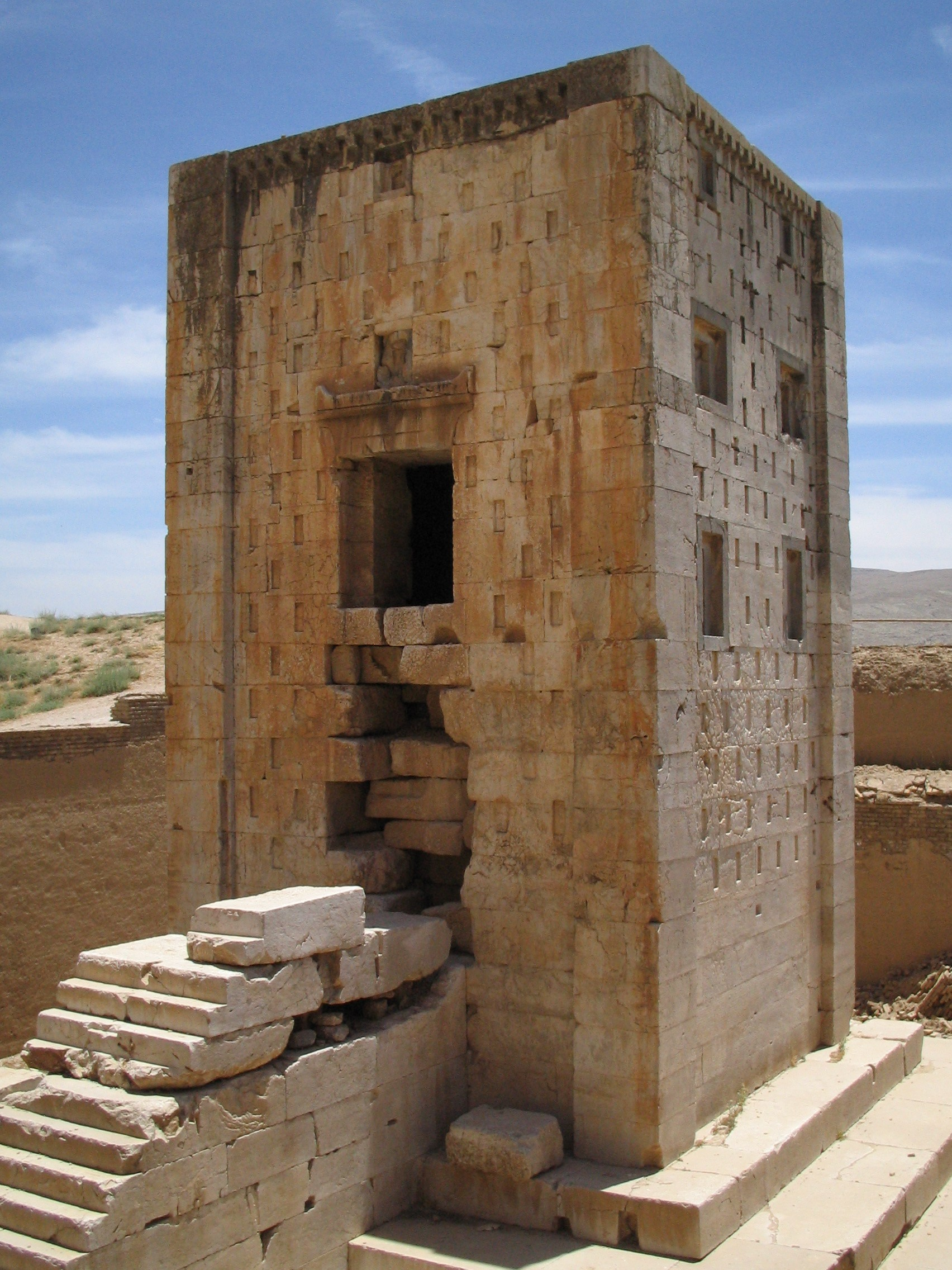
Le « cube de Zoroastre » à Naqsh-e Rostam, qui servait probablement de temple du feu

On peut identifier un bâtiment comme un temple du feu grâce à la présence d’un autel ou d’un socle d’autel et à sa situation fermée. Cet autel est toujours situé dans un endroit très spécifique, coupé du monde extérieur, en raison de la recherche de pureté. Par conséquent, les baldaquins ouverts sont exclus de la qualification de « temple du feu ».
Un chāhār taq (littéralement « quatre arches ») est une construction carrée, ouverte sur chacun des côtés par un grand arc dont les quatre piliers angulaires soutiennent une coupole. Il en existe à l'heure actuelle environ cinquante connus, qui mesurent 8-10 mètres de côté en général, et peuvent être isolés ou intégrés dans un ensemble de constructions. De nombreuses variantes existent : on peut avoir un couloir sur trois ou quatre côtés, des iwans, une salle perpendiculaire, des constructions accolées. En général, l'orientation vers les points cardinaux se fait par les angles, mais aussi parfois par les côtés (Tureng Tepe) ou est absente (Takht-e Suleiman).
On a souvent pensé que tous les chāhār taq étaient des temples du feu, et réciproquement. Cependant, des études récentes tendent à démontrer qu'il n'en est rien, et que, même si certains ont été utilisés à ces fins, d'autres pouvaient avoir d'autres fonctions. Par exemple, s'ils sont situés sur des hauteurs, et non pourvus d’un couloir, ils peuvent peut-être servir de signaux, mais l'absence de sources à ce sujet ne facilite pas les recherches. Quelques exemples de chāhār taq sont décrits ci-après.
Le Takht-i Nisim (Firuzabad) est le chāhār taq le plus ancien connu, qui servait sans doute de temple du feu sous Ardashir Ier. Ce bloc cubique fermé, comportait quatre portes axiales menant à des salles annexes ou des iwans.
À Takht-i Suleiman se trouvent deux temples, un pour Khosro Ier, le plus grand, entouré d’une muraille, avec coupole de 8 mètres de diamètre, et le Atur Gushnasp, un des trois « feux de Bahram », qui sert de lieu de pèlerinage à partir de Khosro II. Son plan, particulièrement embrouillé, s’écarte de celui des autres temples, en raison sans doute de sa double fonction de site royal et de lieu de pèlerinage. Il contient deux autels, dont un n’est accessible que depuis le palais et était peut-être réservé au roi ou servait de temple inférieur.
Le Chāhār Qapu à Qasr-e Chirin est le dernier temple du feu de la période sassanide, appartenant au programme de construction du palais en terrasse de Khosro II. Il s'agit d'une simple pièce carrée, et non pas d'un chāhār taq.

#### Architecture funéraire et commémorative

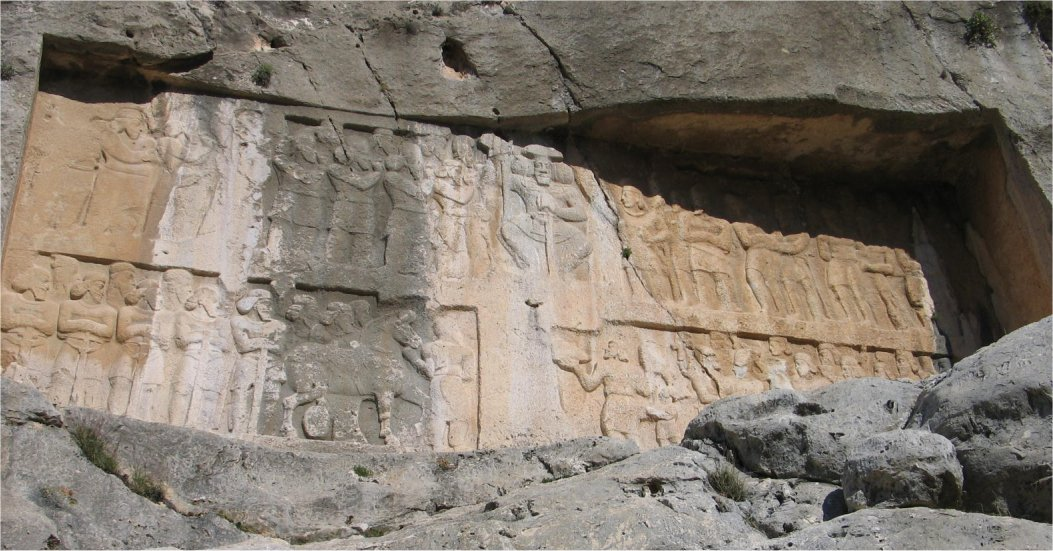
Bas relief de Bishapour représentant Shapur II triomphant d'une révolte.

Pour des raisons de purification rituelle liée au mazdéisme (nommé aussi zoroastrisme), les morts ne sont pas enterrés mais exposés sur les montagnes pour être dépecés par les chiens et les oiseaux. Cependant, les os, rituellement purs, peuvent être soit laissés sur les montagnes, soit placés dans une construction à l’abri de la pluie et des bêtes sauvages. Près de Bishapur, des plates formes taillées dans le roc semblent avoir été des lits mortuaires.
Il n’existe pas d’architecture funéraire zoroastrienne monumentale, mais plusieurs réalisations peuvent avoir servi de dépôt funéraire. Un complexe funéraire pour l'inhumation des ossements s’appelle un astodan. Il en existe dans le Fars, près de Naqsh-e Rostam et de Persépolis, mais leur datation et leur fonction exacte restent problématiques. On en connaît de deux types : 
- les chambres funéraires rupestres, reprises des tombes royales achéménides, aux façades très simples, avec des voûtes et des coupoles. La plupart mesurent entre 50 cm et 1 m, mais quelques-unes sont plus petites (10 cm environ). Le système de fermeture se fait avec des plaques de pierre. Souvent, une inscription formelle, la dakhma, donne le nom du titulaire et exprime la promesse d’un paradis pour son âme.
- les fosses creusées dans le roc présentent de nombreuses difficultés d’interprétation, et ne sont pas forcément des astodans. Elles comportent un périmètre rectangulaire ou circulaire, de 50 cm de long environ, avec des ouvertures étroites (contre l'eau de pluie). Leurs couvercles sont bombés vers l’extérieur et creux vers l’intérieur. Trop petites pour servir d’autel du feu, ces fosses servaient peut-être de reposoir pour les cadavres.

Des éléments particuliers peuvent être signalés, comme le monument à colonne de Pijan, qui illustre la diversité des astodans. Il s'agit d'une sorte de gigantesque autel du feu avec des coffres servant d’astodan et des colonnes commémoratives comme celle déjà présentes chez les achéménides. Sur l'Île de Khay, près de Persépolis, des sépultures chrétiennes, distinguées par des croix, ont été retrouvées.

## La sculpture

### Ronde-bosse en pierre
Il existe très peu de ronde-bosse en pierre à l’époque Sassanide. L'une des seules que l'on puisse citer est la statue de Shapur Ier à la grotte de Mudan-e Shapur (près de Bishapur), d’une hauteur excédant les 7 m. Sa fonction est encore inconnue : lieu de sépulture, lieu de culte du roi défunt, fonction honorifique ? Quoi qu'il en soit, on peut remarquer combien le costume royal et l’armement sont représentés de manière très détaillée.

### Reliefs rupestres

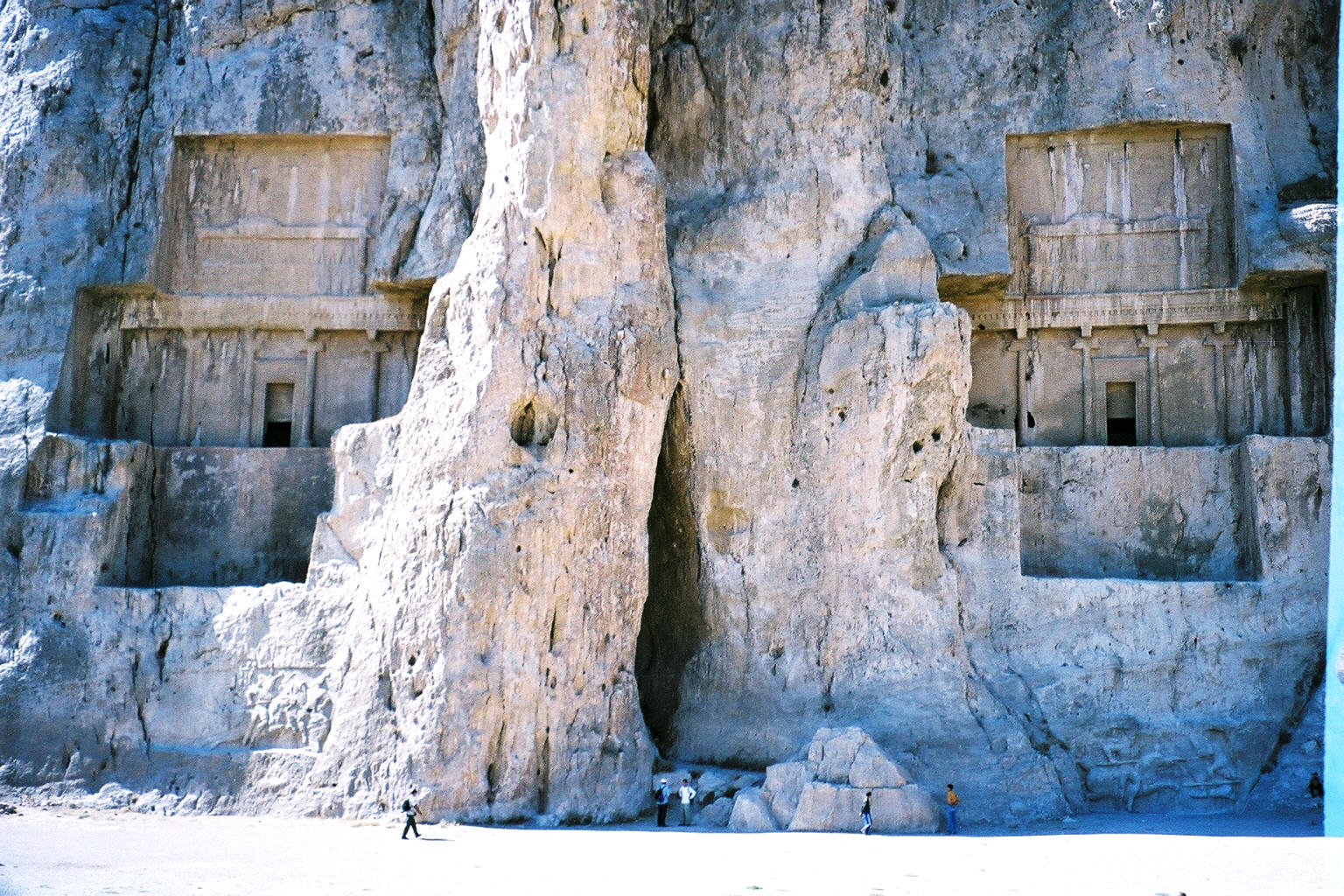
Nécropole de Naqsh-e Rostam : en bas de la photo se trouvent deux reliefs rupestres sassanides

Ce type de sculpture est une tradition iranienne qui connaît son apogée sous les Sassanides. Trente-huit reliefs sont connus, dont la majeure partie sont situés dans le Fars. Huit des onze premiers rois sassanides se sont fait représenter sur un relief sculpté, puis 200 ans plus tard, Khosro II a repris cette tradition.
Il s'agit d'un art aulique, qui glorifie la personne du roi, censé immortaliser le pouvoir, la gloire et la grandeur du souverain. Les autres personnages (divinités, dignitaires, guerriers, prisonniers, famille) ne sont que secondaires, destinés à mettre en valeur la figure le plus souvent centrale du roi.
La datation de ces œuvres se fait à partir de deux éléments :
- les inscriptions, rares, mais souvent bilingues ou trilingues (grec, parthe, pehlevi). Elles reprennent toujours le même texte : « Ceci est l’image de l’adorateur de Mazda, le divin (nom du roi), roi des rois de l’Iran et du non-Iran qui est un descendant des dieux, fils de (…) et petit-fils de (…) »
- La forme des couronnes, spécifiques d’un règne et qui varient parfois subtilement durant un règne. La couronne est toujours composée d’un korymbos ou globe, c'est-à-dire d'une masse de cheveux, vrais ou faux, assemblés en sphère et recouverts d’un tissu léger. La chevelure et la barbe sont également des éléments de datation[6].

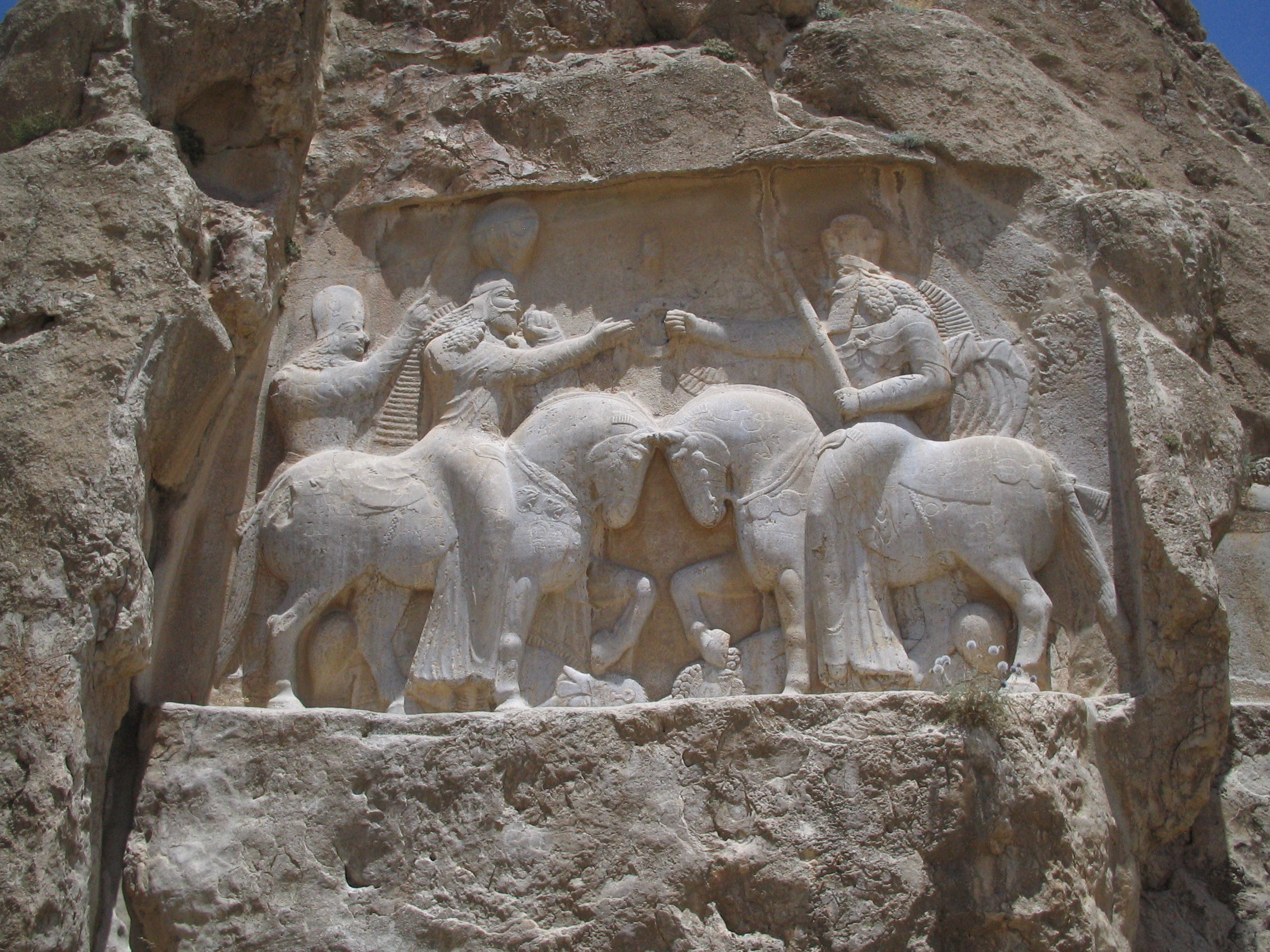
L'investiture d'Ardashir I à Naqsh-e Rustam

Il existe plusieurs thèmes représentés :
- l'investiture : à cheval ou à pied, le roi se voit remettre un diadème enturbanné par une divinité, le plus souvent Ahura Mazda, parfois accompagné de Anahita et Mithra. Fait important, le roi n’est pas représenté comme subordonné à la divinité, mais comme égal à elle (même taille, même position –les deux à cheval ou les deux à pied- même costume, sauf pour la couronne, la divinité portant une couronne crénelée)[7]
- l'hommage rendu au roi par les membres de sa famille et les dignitaires : on en connaît quatre pour le seul Barham II, plus quelques autres. Les personnes rendant hommage sont représentées dans le geste de déférence sassanide, c'est-à-dire la main levée, l’index replié.
- le roi et sa suite : cette scène unique dans l’art rupestre a été réalisée à Naqsh-e Rajab pour Shapur Ier

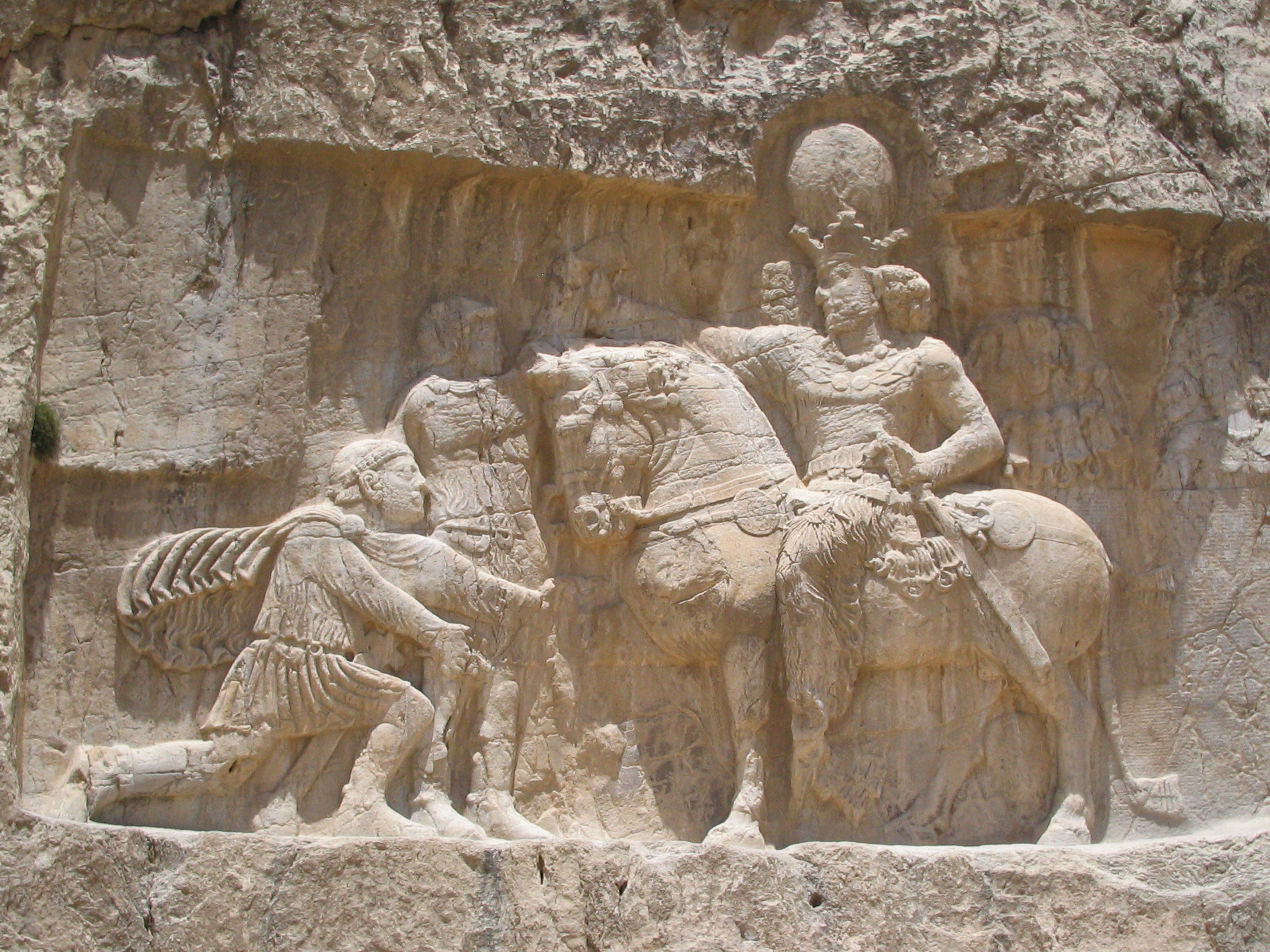
Victoire de Shapur Ier à Naqsh-e Rustam. L'empereur tient le bras de Valérien tandis que Philippe l'Arabe s'agenouille devant lui

- le triomphe sur les ennemis : neuf reliefs présentent ce thème avec des adversaires différents : des Parthes (relief d'Ardashir à Firuzabad), des arméniens (reliefs d'Ardashir à Salmas, et reliefs en Azerbaïdjan), des romains (les trois reliefs de Shapur Ier marquant à chaque fois ses trois victoires successives sur les romains), des bédouins et nomades (reliefs de Bahram II à Bishapur et de Shapur II à Bishapur et Taq-e Bostan)
- les combats équestres : trois reliefs présentent ce thème, dont deux ont été faits pour Bahram II à Naqsh-e Rostam, et un pour Yazdargird. Ces combats ressemblent aux joutes du Moyen Âge occidental, avec deux cavaliers qui s'affrontent à la lance. On peut les rapprocher des combats légendaires de l’Iran ancien, décrits par exemple dans le Shah Nama :

Là commença le grand combat de deux chevaux et de deux braves semblables à des loups, deux cavaliers pareils à des lions affamés et pleins de rage au moment de la chasse. Ils s'attaquèrent avec leurs longues lances et lorsque le soleil devint plus ardent dans le ciel leurs lances n'avaient plus de fer et les caparaçons et les rênes de leurs chevaux étaient trempés de sueur 
- le roi chevalier : cette thématique est présente sur un unique relief à Taq-e Bostan réalisé pour Khosro II. Le roi est représenté avec sa cotte de mailles, une lance et un bouclier, seuls ses yeux sont visibles.
- la chasse est aussi représentée une fois seulement, à Taq-e Bostan pour Khosro II. Il s'agit d'une représentation fidèle des fêtes cynégétiques qui avaient lieu à la cour (chasse au cerf et chasse au sanglier, musiciens, personnes de cour…). La chasse, comme préparation à la guerre, était extrêmement importante à cette période, et les rois y étaient entraînés depuis l'âge de sept ans. Une autre représentation unique dans l’art sassanide qui peut se rattacher à ce thème est celle du roi Bahram II protégeant sa femme et deux dignitaires de deux lions.

On peut remarquer l'absence notable de scènes religieuses. Les divinités présentes ne servent pas à la dévotion, mais à mettre en valeur le roi. Une seule fois apparaît l’adoration du feu, dans l’investiture d’Ardashir à Firuzabad ; mais ce thème ne sera pas repris.

### La pierre dure

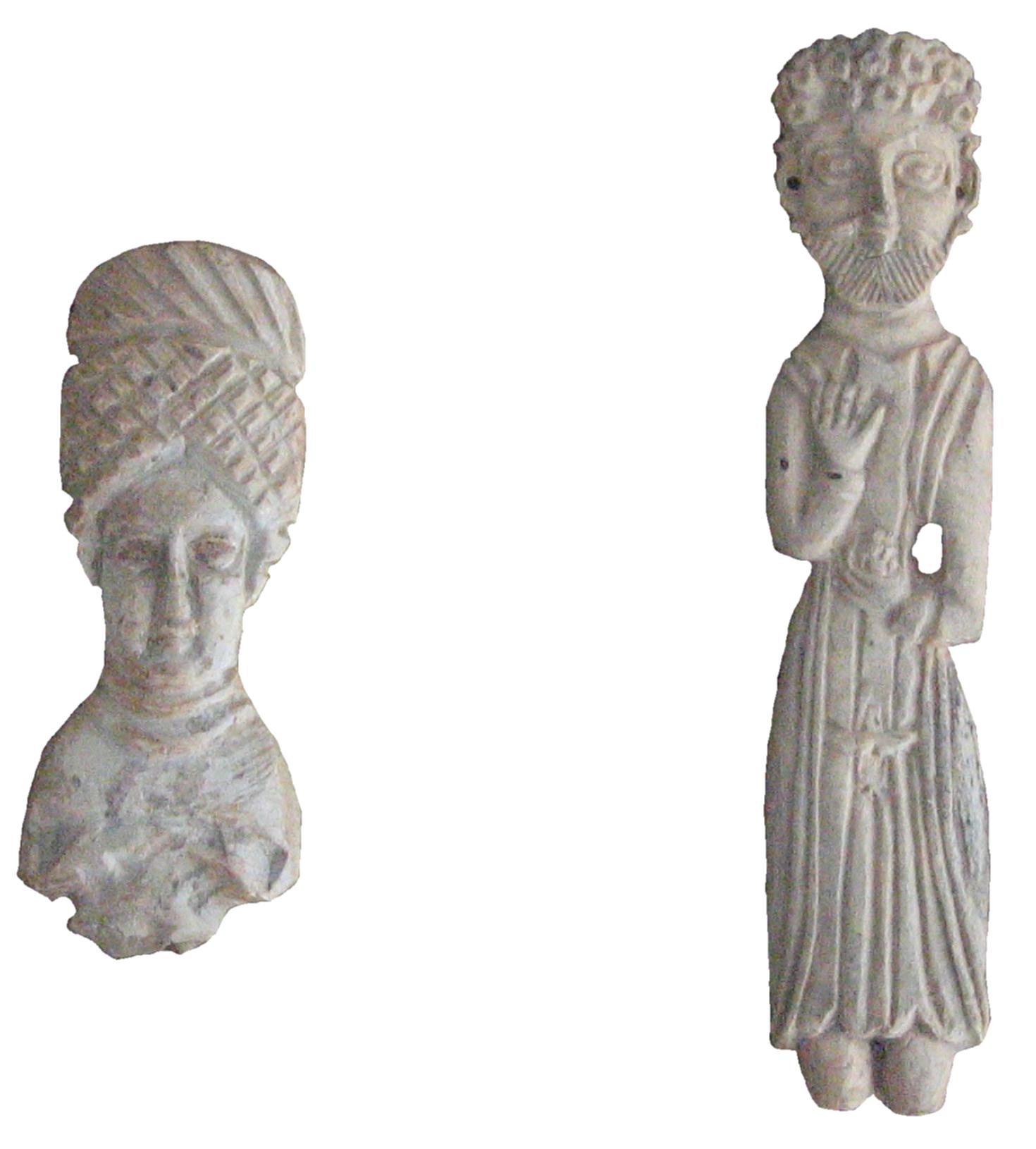
Figurines en os de l'époque Sassanide.
Conservées au Musée national d'Iran.

Le travail de le pierre dure prend son expansion sous les Sassanides avec la glyptique. La technique de la ligne parallèle est abandonnée et l'iconographie devient plus ronde et plus naturaliste. Le changement est attesté par les monnaies, et aussi probablement par les graveurs de sceaux, mais il faut attendre de nouvelles études pour avoir une opinion définitive sur cette expansion.
En dehors des sceaux, une pièce est particulièrement remarquable : il s'agit de la coupe de Salomon, qui appartenait au trésor de Saint-Denis déjà du temps de Charles le Chauve et constitua peut-être un cadeau d’Haroun ar-Rachid à Charlemagne. Elle est actuellement conservée au cabinet des médailles de la Bibliothèque nationale de France. Cette œuvre se compose d'un médaillon central en cristal de roche avec le roi de face trônant sur un lit de repos à pieds en forme de chevaux ailés. Il tient une longue épée devant lui, dans une position caractéristique des sassanides. Sur les côtés se trouvent des camées à face lisse et revers en relief enchâssés dans une monture d’or, avec du verre vert entre les pierres et des grenats sur le pourtour. La coupe repose sur une base annulaire en or. Les date et origine de cet objet sont mal définies. Il vient peut-être d'Asie centrale, même s'il semble plus probable qu'il soit sassanide. L'analyse de la couronne situerait sa production entre les règnes de Kavadh Ier et de Khosro II (488-628).

## L'argenterie et le métal

### Ronde bosse

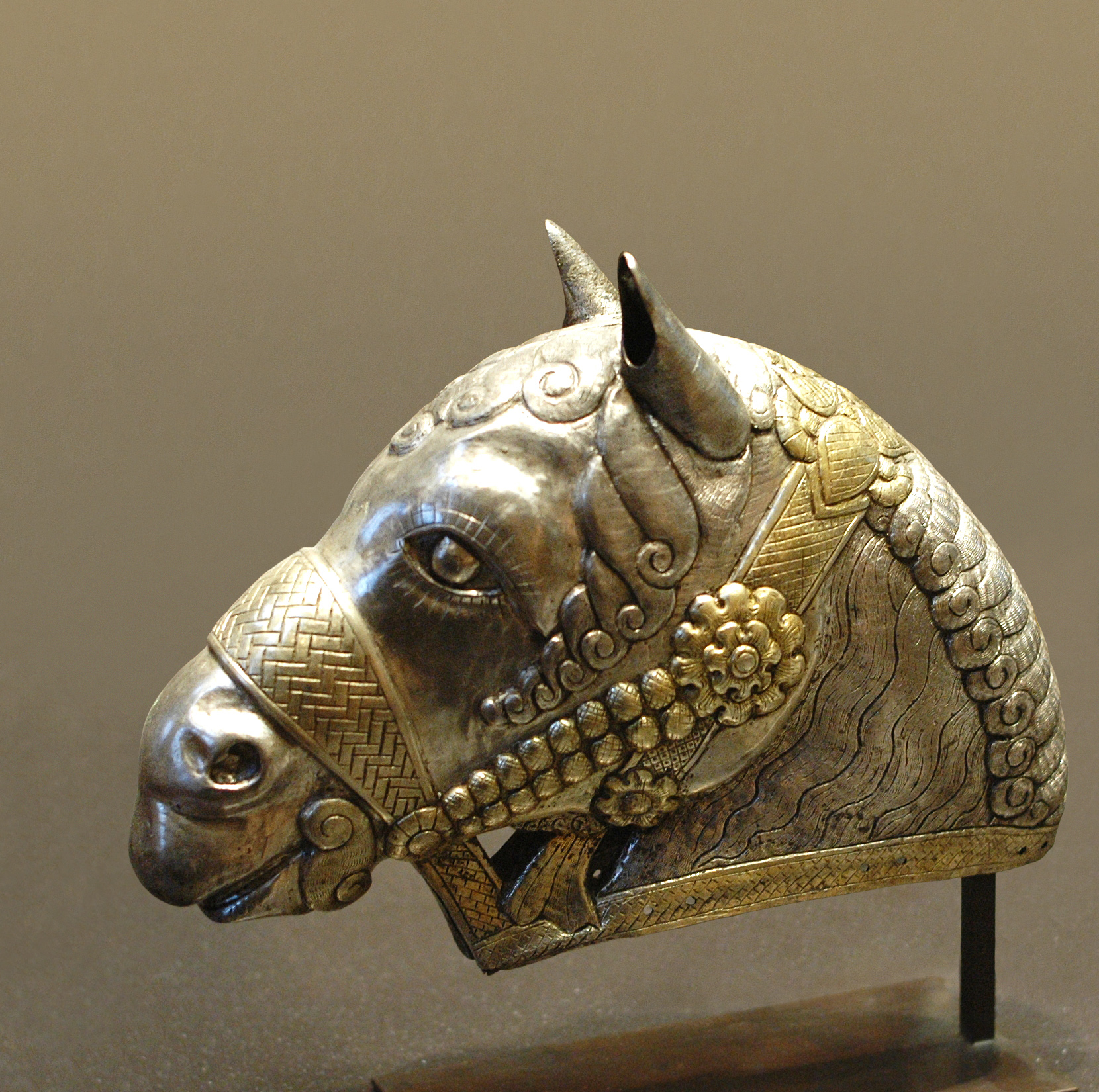
Tête de cheval sassanide de Kerman, argent partiellement doré, IV, musée du Louvre
Exemple d'une ronde bosse atypique

Il existe deux types de rondes bosses en métal.
Le premier consiste en un groupe de bustes royaux en bronze, ou en argent. De grande qualité, ils prennent une place importante dans l’art Sassanide et mesurent en général 30 à 40 cm. 

Les éléments communs à ces bustes sont :
- une couronne à deux croissants et globe côtelé (korymbos) ;
- une paire d’ailes de part et d’autre de la couronne (très fréquentes dans de nombreuses représentations) ;
- la frontalité et l'absence d'expression ;
- une identification problématique, les couronnes étant différentes de celles des monnaies, qui les fait souvent dater de la fin de la période.

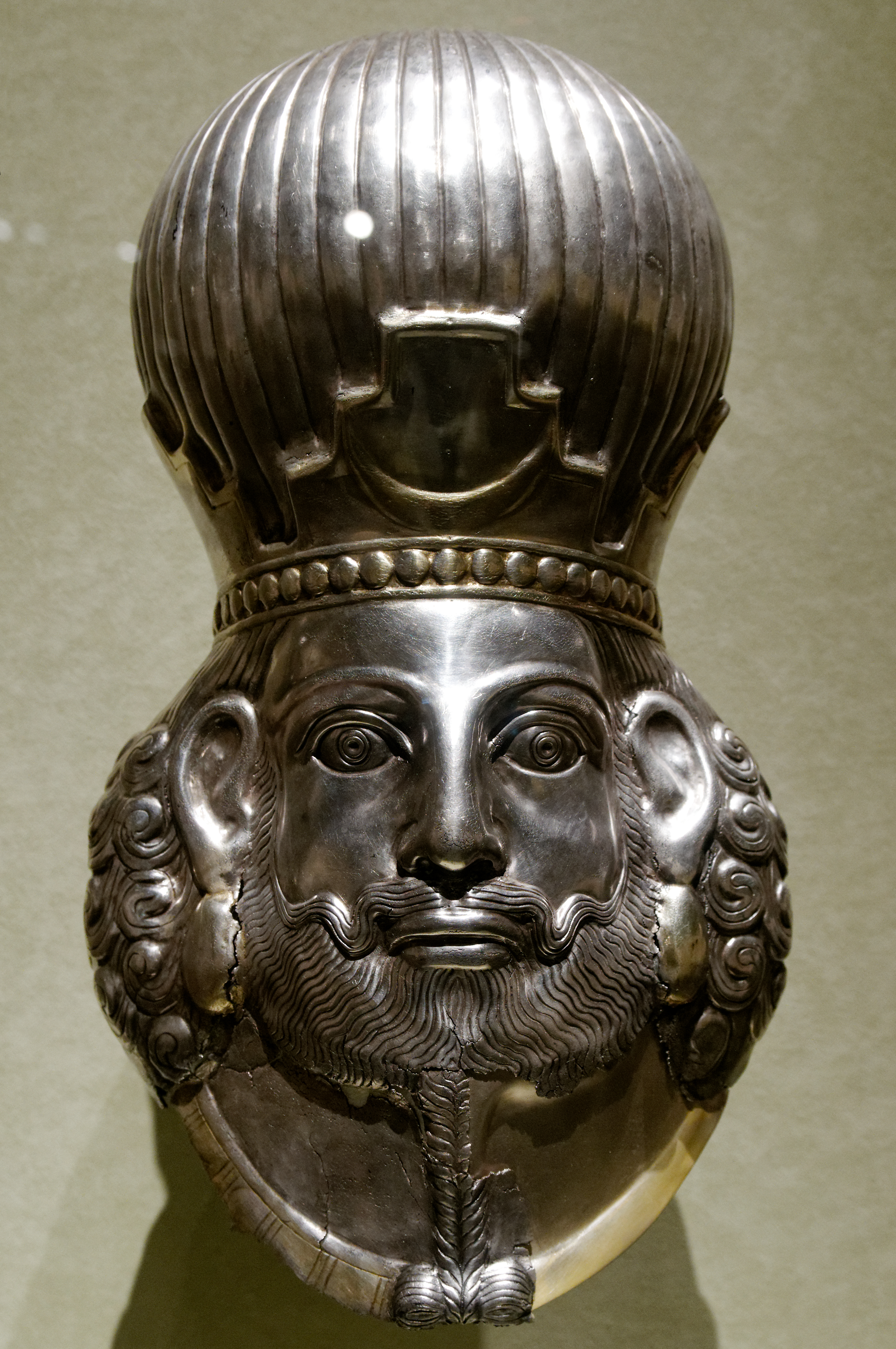
Tête d'un roi sassanide, provenant d'Iran, argent, IVe siècle, Metropolitan Museum of Art
Tête de roi caractéristique de l'art sassanide, avec couronne crénelée de croissants de lune et korymbos côtelé

La plus belle pièce de cette série est une tête en argent conservée au Metropolitan Museum of Art et parfois identifiée à Shapur II. Cette pièce unique a été réalisée par martelage d’une seule feuille d’argent dont certaines parties ont ensuite été travaillées au repoussé et d’autres ciselées. La tête est surmontée d'un korymbos en forme de dôme côtelé, et d'une couronne crénelée avec des croissants de lune, tandis que des boucles d’oreilles ovoïdes et un collier de perles font office d'ornement. Représenté de manière frontale, les yeux grand ouverts, avec une symétrie parfaite dans le visage, une stylisation peu réaliste dans la chevelure, la barbe et la moustache, le souverain présente une expression particulièrement figée. On peut effectuer des parallèles avec des têtes en stuc, et certains chercheurs se demandent si cette œuvre appartenait à une statue.
On peut également citer, de moins belle facture et en bronze, une tête du musée du Louvre, provenant de Ladjvard (Iran).
La deuxième série est constituée de statuettes en bronze, mesurant 10 à 12 cm de hauteur représentant des personnages masculins, portant un long pantalon bouffant et une courte tunique (un vêtement caractéristique de la période si l'on en croit les reliefs byzantins). Leur chevelure est séparée en deux touffes et une longue épée se balance entre leurs jambes.

### Mobilier
Plusieurs éléments de mobilier en métal ont été retrouvés, notamment des pieds en forme de protomés de griffon (hauts de 30 cm environ) pour des meubles précieux. Ils sont constitués d'une tête de rapace (aigle) projetée vers l’extérieur, parfois avec cornes et des oreilles félines. Le mouvement ondulant de l’animal de haut en bas se confond avec la forme cambrée de la pièce. La griffon a une importante fonction symbolique liée à la force et à la protection et mise en valeur de la puissance royale.

### La vaisselle de métal

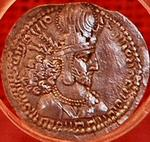
Pièce du règne de Shapur Ier.

La vaisselle de métal, notamment d'argent, est sans doute une des productions les plus caractéristiques et les plus problématiques de l'empire sassanide.
On connaît dans plusieurs textes des mentions de la richesse des rois persans, et des vaisselles d’argent ont été découvertes aux XVIIIe, XIXe et XXe siècles dans des collections privées (ce qui les prive de contexte). La plupart d'entre elles sont conservées au musée de l'Ermitage, à Saint-Pétersbourg. Leur caractère sassanide a pu être établi par comparaisons avec des sceaux et des monnaies. Cependant de nombreux faux ont été fabriqués, dès les époques anciennes mais surtout au XIXe siècle. On éprouve aussi des difficultés à distinguer ces vaisselles sassanides de celles des débuts de l’Islam. On possède quand même actuellement un corpus étendu d’œuvres bien étudiées et datées avec plus ou moins de certitude.
Ces pièces de vaisselle étaient souvent utilisées pour des cadeaux diplomatiques, comme objets de commerce ou comme butin… Elles pouvaient être offertes parfois même plusieurs siècles après leur fabrication, et des sources islamiques nous prouvent qu'elles pouvaient encore être très appréciées au moins jusqu’au Xe siècle. Les plats n'étaient pas utilitaires, mais appartenaient à un art de cour, de propagande ou de munificence; par contre, les aiguières, vases, coupes hémisphériques ou elliptiques étaient fonctionnels.
On a pu établir une chronologie de ces vaisselles. Les premières (IIIe - milieu du IVe siècle) étaient des vaisselles pour les couches très élevées de la société (famille royale, haute noblesse) comportant des scènes de chasse royale ou des bustes portraits. Entre le milieu du IVe et le Ve siècles, on note une diminution de la production. Les pièces ne portent que l’effigie du roi, dans des scènes de chasse. Mais à partir de Kavadh Ier et Khosro Ier, la production d'argenterie dans le royaume augmente à nouveau avec toujours des plats à l’effigie royale, mais aussi de nouvelles formes et de nouveaux décors figuratifs et non royaux (dionysiaques, danseuses), que l'on peut mettre en parallèle avec le calendrier rituel zoroastrien, des animaux, des plantes ou encore simplement des motifs géométriques. C’est également la période où naît une argenterie moins somptueuse, avec beaucoup de cuivre et une facture et un décor plus simples, à rapprocher de l’accroissement de la petite noblesse. La production sassanide se poursuit un peu après l’arrivée de l’Islam dans les régions encore dominées par des souverains indépendants.
Plusieurs influences ont marqué l'argenterie sassanide. En effet, l'Iran est un pont entre l’Extrême-Orient et l’Europe ce qui induit de nombreuses influences, très variées. La tradition iranienne antique est également très forte. Aux Ve - VIe siècles, on voit ainsi l'apparition à la fois de bols sur pied dérivés de modèles occidentaux, de bols ovales et aiguières dérivés de modèles est-iraniens et de vaisselle à décor de nielle se rapprochant de la verrerie qui dénotent d'une influence de la Méditerranée orientale. Un groupe s’inspire des pièces parthes tardives, mais la plupart des œuvres sassanides diffèrent des exemples d’argenterie parthe tardive.
Les inscriptions présentes sur ces objets sont pour la plupart tardives et ne reflètent pas forcément l’époque où a été créée la pièce, car elles ont souvent été posées plus tard. Elles contiennent en général le poids en drachmes ou statères (l'unité de mesure permet de déterminer si l’inscription est ou non postérieure à l’Islam) et le nom du propriétaire.
Les matériaux dont se composent ces vaisselles peuvent être l'argent, dont la pureté et le poids varient en fonction de la pièce (centre de production dans la capitale ou provincial, destinataire) ou le bronze, avec beaucoup d’étain et qui imite la vaisselle d’argent, mais doit sans doute être attribuée à une période très tardive voire post-sassanide. Les techniques de décor sont elles aussi variées. La plus sophistiquée consiste à insérer des éléments d’argent en relief dans une entaille dans la paroi du fond, mais le fond peut être évidé pour faire apparaître le décor en relief ou encore, le décor peut simplement être gravé et/ou ciselé. La dorure se fait au mercure, sur le motif au début (IIIe - Ve siècles) puis sur le fond (Ve - VIIe siècles), et parsemant les zones décorées pour les centres « provinciaux ».
Les pièces de vaisselle de métal peuvent être classées en plusieurs types :
Plats
Il s'agit d'un des types les plus courants et les plus représentatifs, avec pied. Ils portent souvent des scènes de chasse, la plupart du temps royales, sauf au début (IIIe - IVe siècles) où elles peuvent être princières et/ou religieuses, l'animal étant alors une incarnation des concepts zoroastriens. Ce thème est particulièrement persistant.
Deux séries se distinguent, l'une dite « métropolitaine », dont l’argent vient d’un seul gisement, et l’autre « provinciale », avec des gisements différents et des différences aussi dans l’iconographie. Aux VIe – VIIe siècles apparaît le thème du prince en trône, en particulier dans les œuvres dites provinciales, et aux Ve – VIIe siècles a lieu une production de plats à iconographie non-royale au but obscur. S'agit-il de commémoration d’événements spéciaux ou de fêtes ? De symboles d’un rang social ? 
La surface externe peut parfois être cannelée, avec un décor figurant souvent un animal, en général assez naturaliste.
Vases

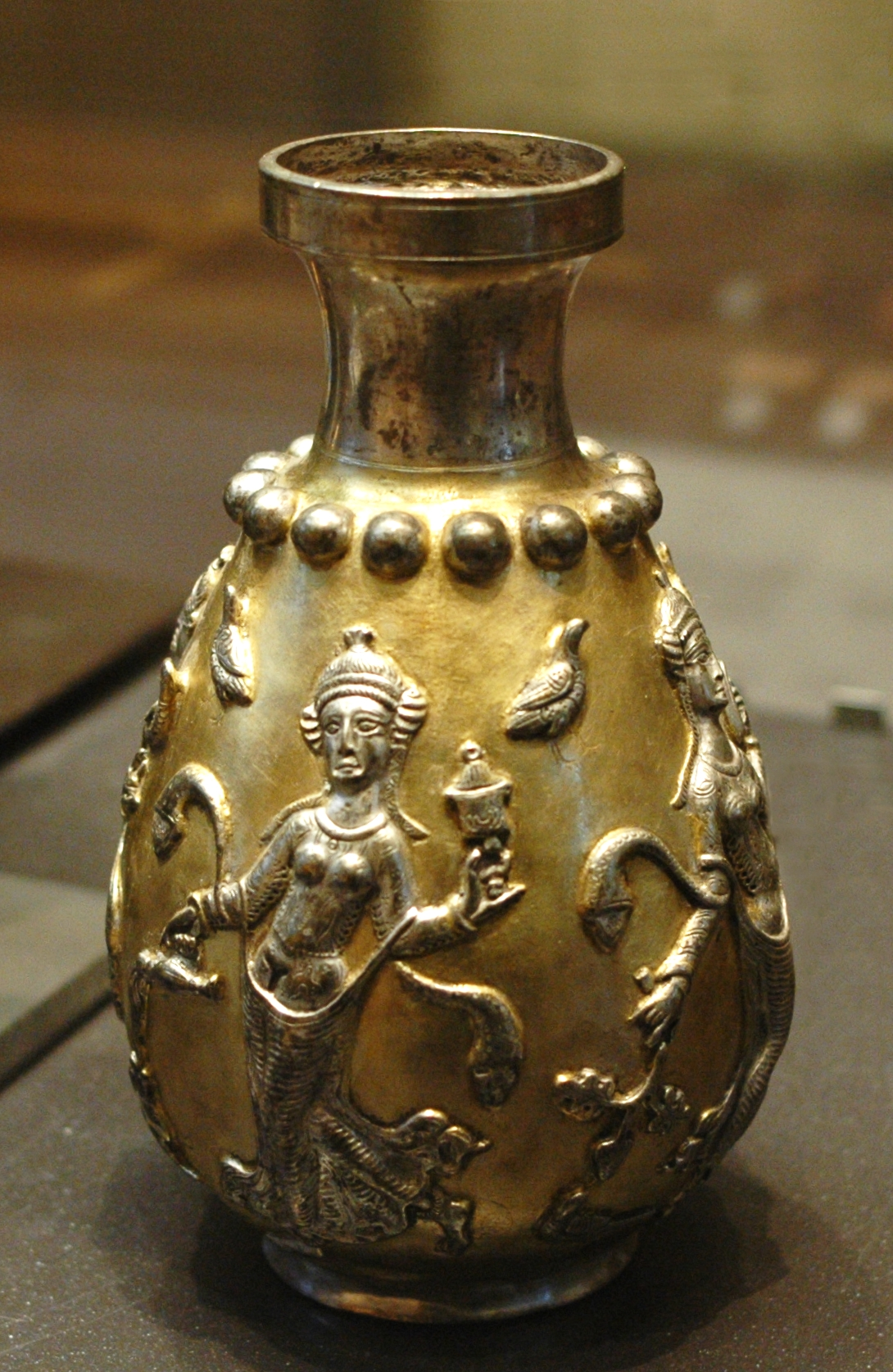
Vase aux danseuses, argent doré, ou Ve siècle, musée du Louvre

Un grand type se distingue, avec plusieurs caractéristiques : une hauteur de 17–18 cm, une ornementation au repoussé sur la panse, de la dorure sur le fond et l’arête, un corps piriforme. Le décor se compose de motifs figuratifs dionysiaques ou mythologiques. Ce groupe peut être rapproché de céramiques de Kish et Ctésiphon. D'autres types existent néanmoins, comme les vases rythons…
Aiguières
Une série est marquée par les influences des aiguières d’argent de l’antiquité tardive (forme et décor). Les pièces s'y rattachant possèdent un corps ovoïde, un col cylindrique étroit et une embouchure ovoïde. Une autre forme d’aiguière est connue par les reliefs rupestres mais peu représentée dans le corpus d’œuvres connues.
Bols
Les bols présentent de nombreuses formes : sur pied, hémisphériques, elliptiques, elliptiques et lobés… Certaines formes sont aussi uniques, comme celle d'une pièce du musée de l’Ermitage très profonde.
Les décors de ces pièces de vaisselles ne comportent ni scènes religieuses, ni scènes de guerre.

## Les tissus
Le textile est un élément qui circule beaucoup, notamment en tant que cadeau diplomatique. Il constitue un des pivots économiques du pays (à la fois producteur et commercialisateur) qui contrôle l’extrémité orientale de la route de la soie. L'Iran sassanide possède une grande influence sur les autres centres textiles à la fois orientaux et occidentaux. Les œuvres restent rares, et posent de nombreux problèmes.
L’attribution des soieries au monde sassanide, vis-à-vis d’autres centres et d’autres époques, pose de nombreux problèmes. Quelques caractéristiques permettent de distinguer les centres, comme l'emploi des berclés, une différence entre les fils iraniens et les fils chinois, l'utilisation de la torsion en Z, etc. Les deux éléments les plus importants d’étude nous sont apportés par des textiles retrouvés à Antinoë, une nécropole égyptienne avec de nombreux tissus, en partie égyptiens et en partie utilisant une technique iranienne. Ceux-ci posent néanmoins problème : ont-ils été faits en Iran ? Ont-ils été tissés à Antinoë par des artistes iraniens, lors de l’occupation du pays par les sassanides ? La réponse reste inconnue à ce jour. L'autre élément d'étude des tissus sassanides se trouve dans les reliefs de Taq-e Bostan.
Plusieurs types de vêtements sont produits à l'époque sassanide :
- des caftans (manteaux de cavaliers) ;
- des pantalons et jambières ;
- des chemises et vêtements de lin ;
- des gants et des manchons ;
- des chaussures ;
- des couvre-chefs ;
- des tissus d’ameublement (enveloppes de coussins en taqueté de laine).

### Techniques et matières
L'origine du tissage de la soie, selon Al-Mas'ûdî, un historien du Xe siècle, est occidentale (Syrie et Mésopotamie). Selon lui, le tissage aurait été connu par le biais de déportations. Néanmoins, cette interprétation est fortement remise en question. Selon l’historien romain Florus, des étendards de soie chez les Parthes provoquent déjà l’étonnement des armées romaines. Le tissage de la soie aurait donc débuté avant la période sassanide, et l'Iran serait plutôt un pionnier de la sériciculture.
La période sassanide marque un apogée dans l’art du tissu, avec un grand développement des techniques. Par exemple, au tournant des IVe - Ve siècles, un nouveau métier, dit « à la tire » permet la confection de tissus plus larges et de nouvelles possibilités de motifs par le contrôle individuel du levage des fils. Les techniques de tissage sont très variées : on connaît ainsi des samites de soie, des taquetés de laine et soie, des tapisseries, des toiles de laine de chèvre, des sergés, des taffetas…
Plusieurs matières sont utilisées. La soie provient de Chine jusqu’en 550, date où est implantée la sériciculture en Iran. L'empire approvisionne le monde byzantin principalement, en objets façonnés, jusqu'à ce que celui-ci réussisse aussi à implanter le ver à soie, ce qui déclenche une véritable « guerre de la soie ». La laine de mouton ou de chèvre est également très utilisée. Ce n'est pas un matériau ordinaire, mais de grande qualité, donnant des fils extrêmement fins (Cachemire). Elle est parfois combinée à de la soie, ce qui prouve son caractère précieux. Le lin est associé à la laine pour les toiles et permet la confection des fils de couture.
Plusieurs teintures sont utilisées : l'indigo (bleu foncé), des couleurs végétales (jaune et vert), le rouge garance (orangé) le rouge kermès et de cochenille (violacé et beaucoup plus coûteux).

### Motifs
Les motifs dérivent peut-être de modèles communs aux textiles et à d’autres arts (comme l'architecture, ou l'argenterie) ; comme peut le faire penser la présence de médaillons perlés à la fois dans le stuc, l’argent et les tissus. Les décors s'organisent en médaillons ou dans des réseaux de losanges encadrant des oiseaux. Une grande place est laissée au répertoire animal, les animaux portant fréquemment des rubans (pativ), symboles de pouvoir royal. Il existe aussi des motifs purement ornementaux (palmettes ailées, composites, grecques, en forme de pique), grenade (symbole de fertilité), rinceaux simples, méandres, zigzags, arcs végétaux.
Certains motifs peuvent se rapporter à une symbolique astrale : c'est le cas des zodiaques, des représentations de la triade zoroastrienne (soleil, lune, étoile Tishar) mais aussi du senmurv, de certains symboles comme la svastika, la croix, l'étoile, les croissants, la palmette ailée, ou encore la hache double. Les médaillons perlés, très caractéristiques du répertoire textile sassanide, ont aussi une symbolique céleste forte.
D'autres motifs sont plutôt reliés à une symbolique religieuse, comme la représentation du panthéon zoroastrien ; le bélier avec pativ (rubans flottants) qui est une personnification de Khvarnah, la fortune ; les chevaux ailés avec couronne à croissant et collier à rubans, qui symbolisent Veretragnah et le coq, oiseau du soleil qui chasse le démon de la paresse.
Ensuite, on peut recenser aussi des motifs à symbolique royale: les têtes de sanglier (iconographie des chasses royales) ; les oiseaux -faisans, paons, aigles, canards- portant le pativ dans le bec ; évidemment le portrait d’apparat, c'est-à-dire un buste frontal du roi couronné avec quelques accessoires ; la chasse royale, qui constitue un des thèmes principaux et les scènes à caractère historico-triomphal.
Enfin, quelques motifs sont simplement des sujets plaisants, comme peut-être le couple de canards portant un même pativ dans leur bec, que l'on peut lier avec le motif chinois du couple de canard symbole de félicité conjugale ; mais surtout les danseuses et les sujets épiques, ces derniers se trouvant uniquement à la période tardive.
Le tissu « aux faisans », soierie qui enveloppait les reliques de saint Prix (abbaye de Notre-Dame de Jouarre en Seine-et-Marne), est un des plus beaux exemples de soierie sassanide et son état de conservation permet d'admirer un décor de médaillons typiques et des couleurs caractéristiques, très différents des soieries d'autres origine de cette époque.

## La verrerie

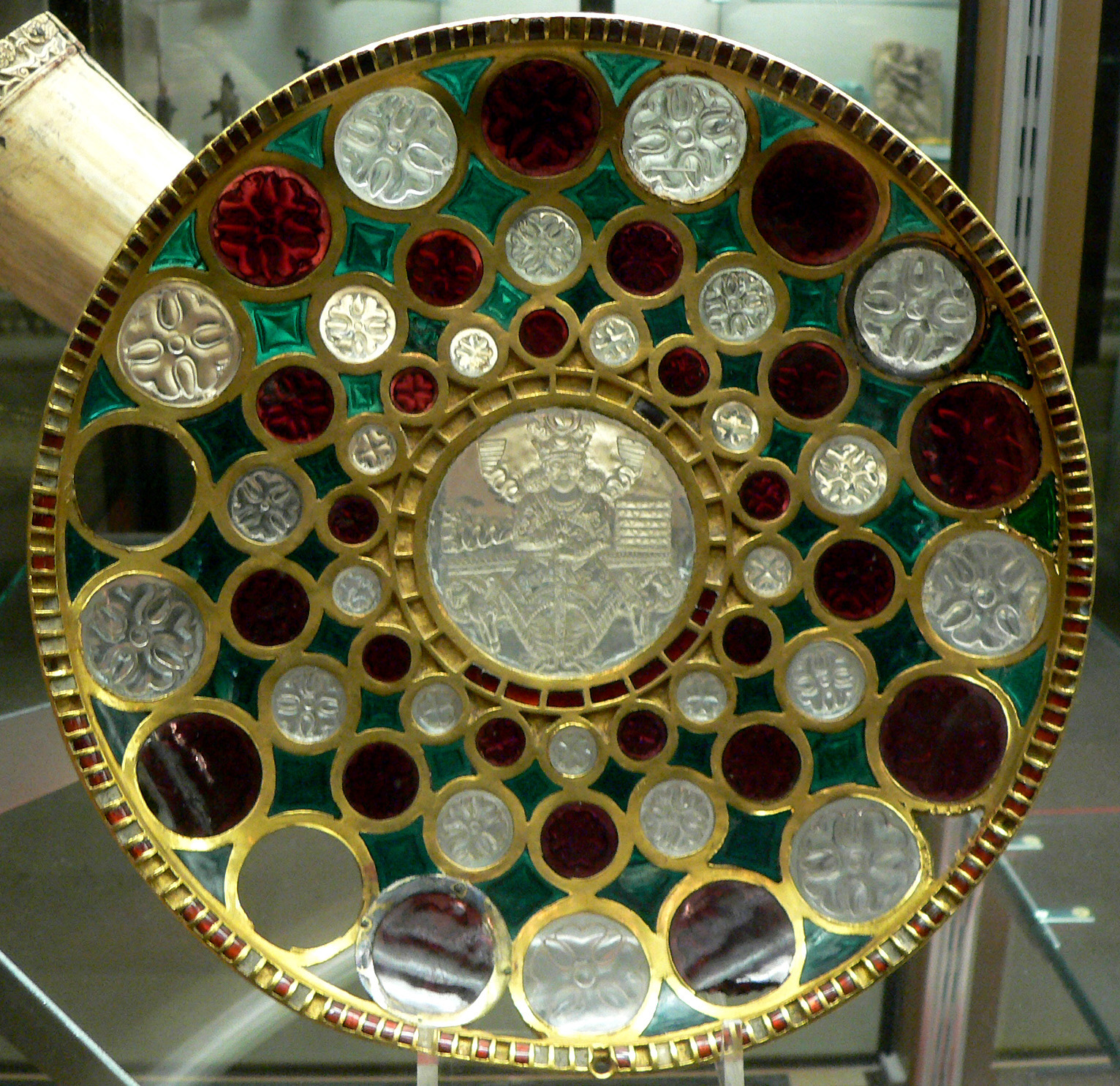
« Coupe de Salomon », dite aussi « Coupe de Chosroès », Or, grenat, cristal de roche, verre, Cabinet des médailles de la Bibliothèque nationale de France

Malgré de nombreux objets, la verrerie sassanide reste difficile à séparer de celle des périodes précédentes et suivantes car peu d’œuvres proviennent de fouilles, ce qui rend la datation quasi impossible. La plupart des verres sont transparents, mais il existe des verres opaques colorés en bleu, en pourpre ou en vert.
Ici encore, de nombreuses techniques, connues depuis longtemps, sont développées : le soufflage, le soufflage dans un moule, le pressage dans un moule pour mise en forme, les taches et filets colorés, la taille à la meule, le polissage à froid pour le décor.
Les formes sont assez comparables à celles du monde romain. On dénombre trois grandes séries : 
- des récipients décorés de motifs obtenus par combinaison de facettes concaves et d’éléments linéaires (traits, arcs), peut-être datables pour certains du début de la période en raison de rapprochement avec des découvertes de Doura Europos ;
- des récipients avec des motifs couvrants de facettes concaves en quinconce ;
- des récipients avec des disques réservés.

Le caractère sassanide de ces pièces n'est pas toujours évident. De nombreuses pièces ne parviennent pas à être situées entre les mondes byzantin, islamique ou sassanide.

## L'héritage des Sassanides

### Dans les arts de l’Islam
Le passé Iranien pèse un grand poids dans les arts de l'Islam. Le plus grand héritage Sassanide se trouve en effet dans l’art islamique car la conquête arabe a complètement intégré l’empire, tandis que les byzantins restaient des ennemis. De plus, avec l'émergence d'un pouvoir autonome iranien au Xe siècle, on assiste à un regain d’intérêt pour les monuments du passé iranien.

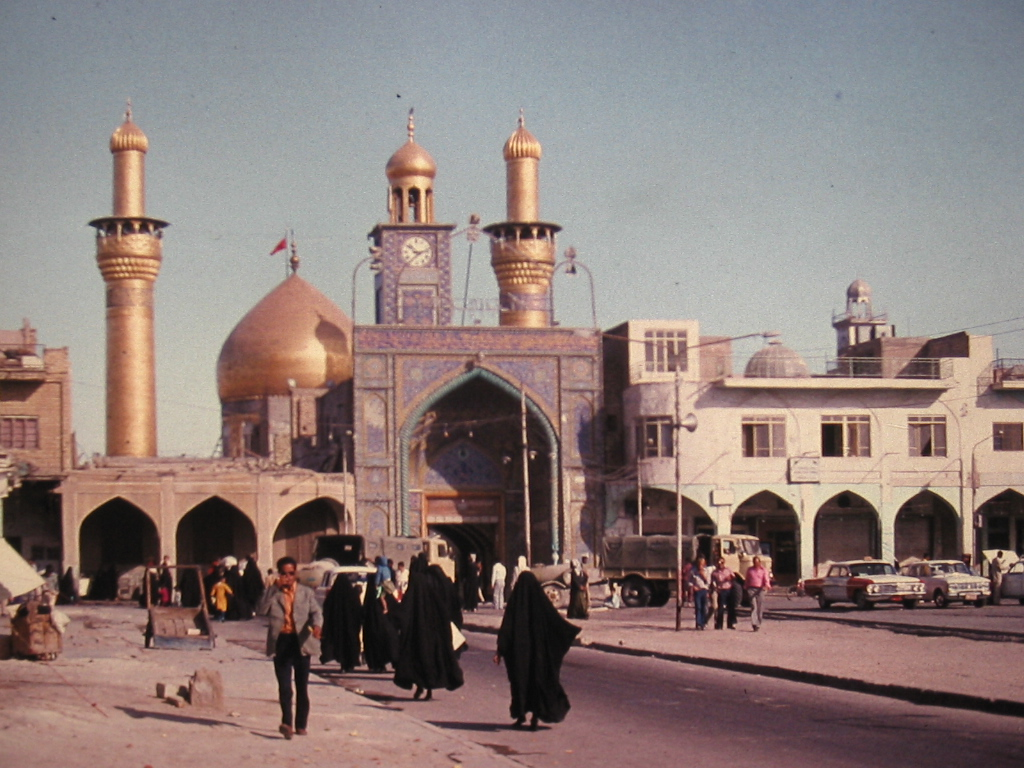
Un iwan à la mosquée de Karbala, Irak.

#### Architecture et urbanisme
Plusieurs éléments architecturaux sont repris dans l'architecture islamique.
Les iwans, qui se retrouvent dans les plans de mosquées iraniennes comme la mosquée du Vendredi d’Ispahan commencée au Xe siècle. D’autres bâtiments (palais, madrasas, khans, maisons avec cour intérieure…) utilisent également ce module surtout à partir du Xe siècle entre l’Asie mineure et l’Afghanistan.

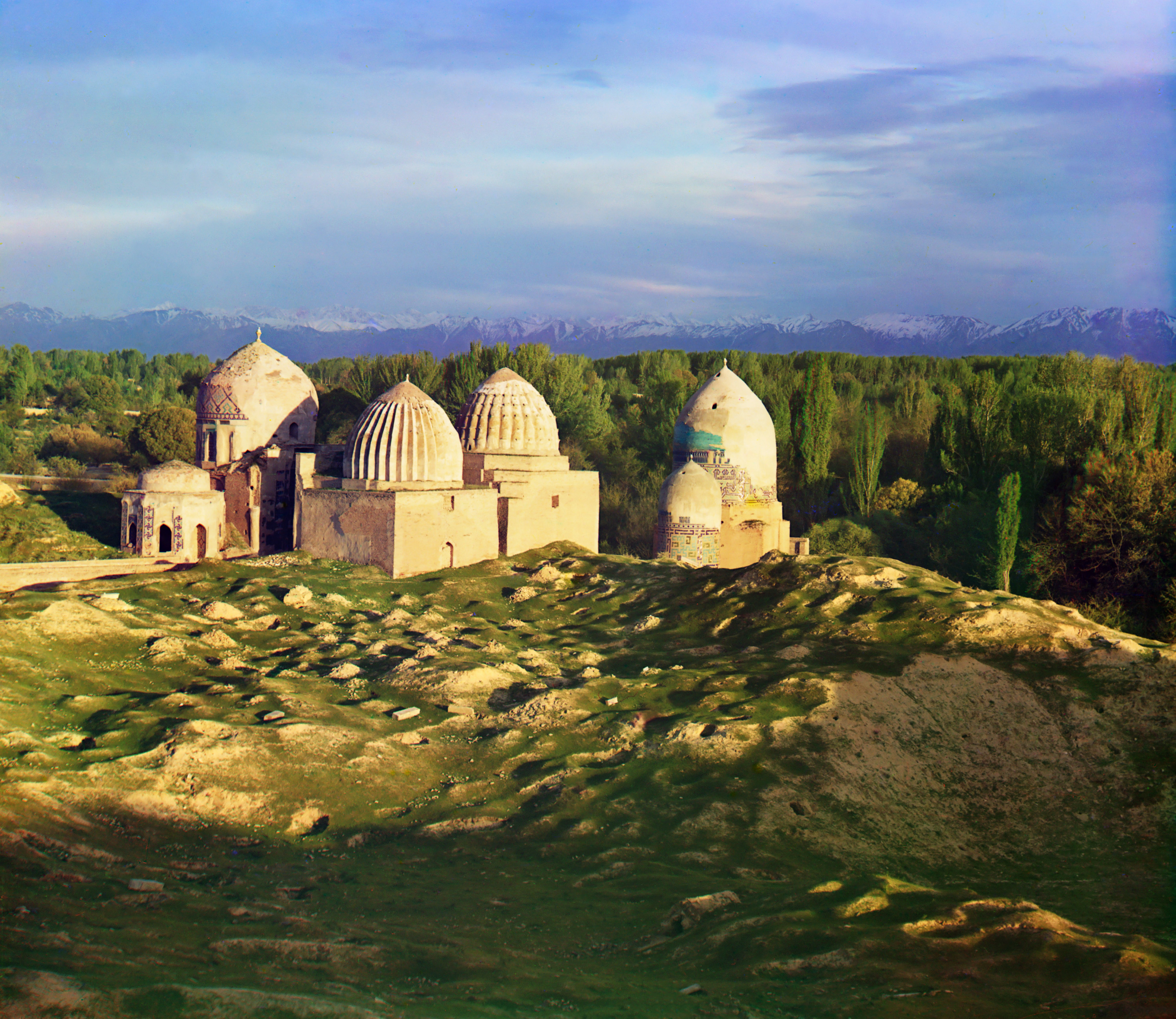
Les tombeaux du Shah-i Zinda à Samarkand (XV) reprennent l'organisation de la salle sous coupole sur trompe

Les bâtiments à coupole sur trompe sont également repris dans les mausolées en particulier, comme le mausolée des Samanides à Bukhara. On retrouve aussi cette combinaison dans les habitations en Iran et en Asie centrale.
L'organisation de Firuzabad, ville complètement circulaire, n'est pas non plus sans rappeler le plan de la ville ronde de Bagdad.
L'organisation des architectures se ressent aussi de l'influence sassanide :
- le type du chāhār taq se retrouve dans les imamzadeh islamiques, ce qui induit d'ailleurs des difficultés d’identification ;
- le type des « tours du silence » zoroastriennes arrive uniquement à l’époque islamique, mais garde une profonde influence sassanide étant donné la religion ; il influe ensuite sur la construction des tours funéraires spécifiquement iraniennes, comme le Gonbad-e Qabus ;

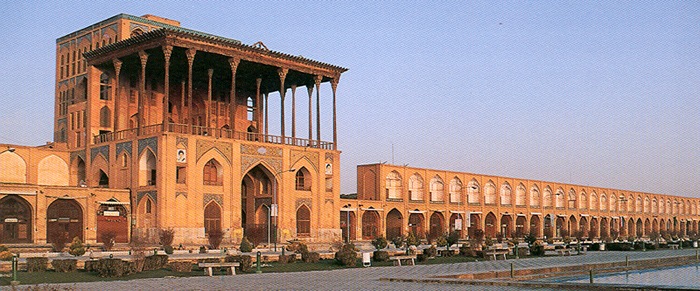
Ali Qapu, Isfahan, début du XVIIe siècle.
Ce palais rappelle par son organisation des palais sassanides

- la combinaison de grandes salles officielles et de quartiers d’habitation se retrouve ainsi chez les Safavides, dans les palais de plaisance d’Ispahan comme le Ali Qapu, le Chehel Sutun, et le Hasht Behesht.

On peut enfin noter le cas de la citadelle d’Amann, construite et décorée sur la mode sassanide, mais avec la technique locale de la pierre taillée. Son noyau est constitué d'une chambre sous dôme précédée d’un iwan donnant sur une petite cour.

#### Motifs ornementaux

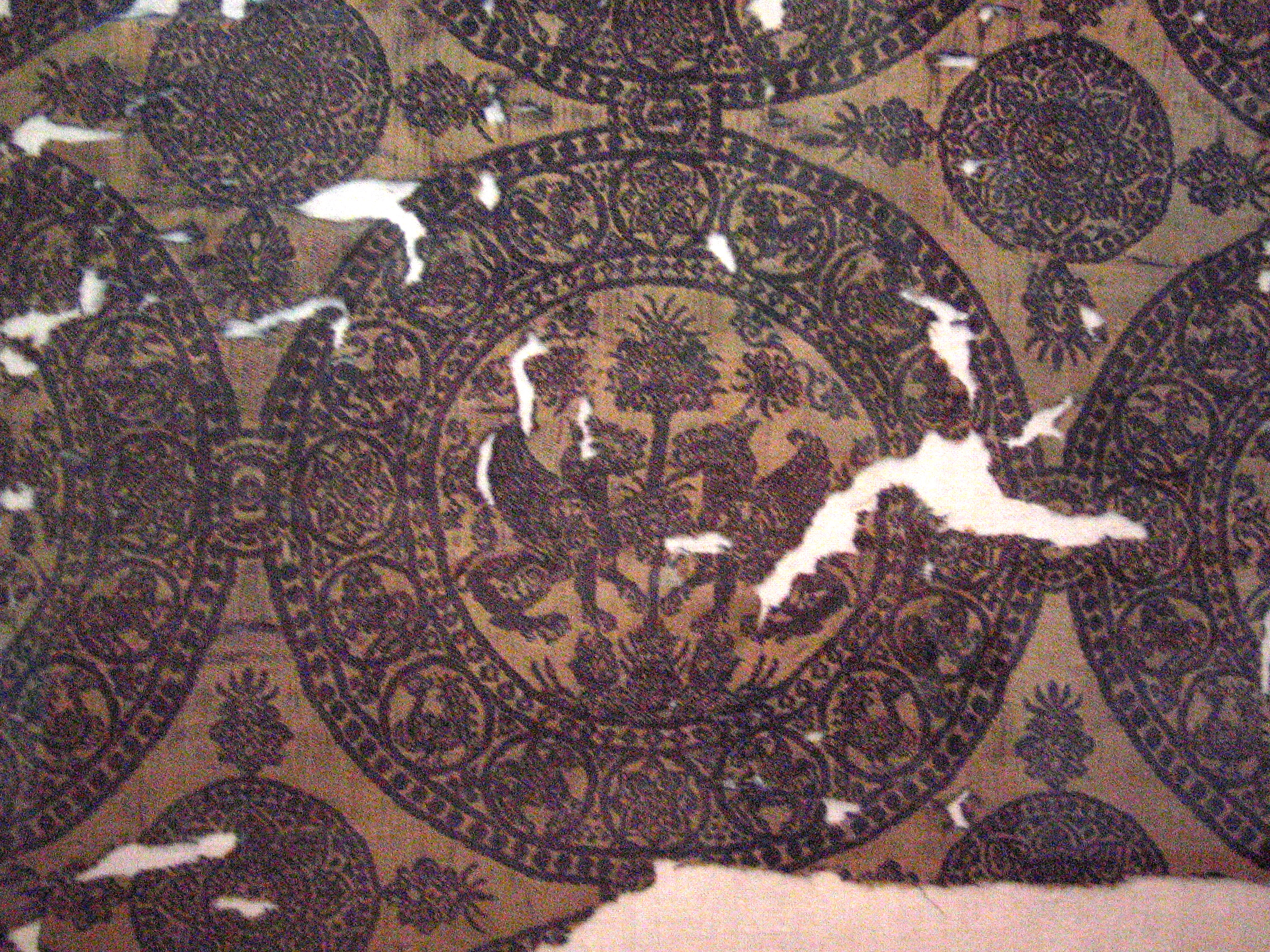
Pièce de soie à double face, avec les motifs de l'arbre de vie et du lion ailé, en provenance de Ray.
Conservée au Musée national d'Iran.

Les images et les motifs ornementaux sassanides sont très répandus dans tout le monde médiéval en particulier grâce aux tissus. Dans l'art islamique, on retrouve un peu partout des motifs sassanides, notamment en raison de la reprise des structures de pouvoir sassanides par les Umayyades, ce qui permet aux ateliers locaux de poursuivre leur activité.
Les châteaux du désert umayyade portent plusieurs marques de l'influence sassanide. À Qasr el-Heir el-Gharbi, on trouve ainsi deux grandes fresques, dont une présente des influences sassanides tandis que l’autre serait plutôt influencée par le monde gréco-romain. Dans la première, on trouve ainsi des musiciens, des danseuses, un cavalier à la chasse à la gazelle, une réserve d’animaux. Au Khirbat al-Mafjar, construit à la période Omeyyade, on note également une combinaison des influences byzantines et sassanides, permises par l’emploi de travailleurs « de tous les quartiers » (selon Ibn al-Muqaffa), donc aussi bien syriens qu’iraniens. Les éléments sassanides sont constitués par un calife en costume persan, des chevaux ailés présents dans le diwan, des reliefs de stuc…
Dans la Grande mosquée de Damas et au Dôme du Rocher se trouvent également des motifs de couronnes sassanides dans les trophées, qui posent d'ailleurs des problèmes d'interprétation. S'agit-il d'une manière de commémorer la victoire sur cet empire (on trouve aussi des couronnes byzantines) ? Étaient-elles simplement considérées comme des joyaux précieux, destinés à embellir le monument ?

#### Techniques
Plusieurs techniques utilisées dans le monde islamique dérivent aussi directement de techniques sassanides, les artisans ayant semble-t-il poursuivit leur activité après la conquête. Ainsi, les techniques d'argenterie continuent d’être employées encore jusqu'au Xe siècle et s’arrêtent finalement au XIe siècle. Le stuc est une tradition qui se poursuit et se développe dans le monde islamique, tant en Iran (Nizamabad, Chal Takhan) qu’en Syrie et en Jordanie (Khirbat al-Mafjar). L'art rupestre quant à lui s'éteint pour ne renaître que très tard, chez les Qajar. Néanmoins, l'influence sassanide de ces reliefs est bien attestée, étant donné que leurs propres sculptures rupestres sont situées à proximité des reliefs sassanides, comme à Taq-e Bostan.

### Hors de l’Islam

#### Pendant la période sassanide
Avec les échanges qui avaient lieu entre le monde occidental, le monde asiatique et l'Iran, les Sassanides ont évidemment eu une importante influence sur les civilisations qui leur étaient contemporaines. Les tissus d’Antinoë en sont une preuve éclatante : tous portent les mêmes motifs orientaux, alors que certains utilisent une technique égyptienne (torsion en S) et d'autre une technique iranienne (torsion en Z).
Le premier art byzantin montre également des influences sassanides : c'est le cas particulièrement de la sculpture architecturale de la grande église de Saint-Polyeucte, construite par Anicia Juliana à Constantinople entre 524 et 527. Les motifs végétaux des chapiteaux et des impostes de cette église paraissent importés de l'empire sassanide.

#### Monde byzantin et occident
Après la période sassanide, les motifs ont néanmoins continué à se propager, vers le monde byzantin et occidental notamment. Ces influences passaient via l’Arménie, qui fut dominée tour à tour par les Sassanides et les Byzantins, et conserva une forte communauté zoroastrienne. Ainsi, on pense que le chāhār taq est une des influences qui aurait mené à l'élaboration du plan en croix grecque inscrite typiquement byzantin, et de nombreux tissus à motifs orientaux se retrouvent dans les trésors d’églises occidentales : sont-ils sassanides ? post-sassanides ? occidentaux à influence sassanide ? Ces questions se posent à chaque fois et demandent pour chaque œuvre une étude particulière. En effet, de nombreux textiles furent rapportés durant les croisades, mais des exportations avaient sans doute déjà lieu sous les sassanides. L'un des exemples les plus parlants de ce fait est un tissu conservé au musée du Louvre, le Suaire de Saint Josse, provenant de l'abbaye de Saint-Josse et réalisé en 901 sans doute dans le monde islamique, qui reprenait des motifs d’éléphants que l’on trouve sur les textiles représentés à Taq-e Bostan. Des chercheurs pensent aussi que le développement des voûtements à la période romane aurait subi une influence plus ou moins forte de la part des sassanides.

#### Monde extrême-oriental
Le monde extrême-oriental fut également touché par ces influences, même si elles semblent un peu moins visibles. C'est ainsi qu'un tissu chinois en soie peinte conservé à Shôsô-in (Nara, Japon) et daté de 731 présente des motifs d’influence typiquement sassanide : des bouquetins ailés.

### Pour aller plus loin